# Меджибіж
Меджибіж (колишнє Межибоже) — селище в Україні, центр Меджибізької селищної територіальної громади Хмельницького (до 2020 року Летичівського) району Хмельницької області.
У селищі розташований Меджибізький замок — друга за популярністю фортеця Хмельницької області, після Кам'янець-Подільської.

## Розташування
Меджибіж лежить за 30 км на схід від обласного центру, за кілометр від ділянки траси Хмельницький—Вінниця (E50 / М12), за 20 км від залізничної станції Деражня на лінії Гречани — Жмеринка, де річка Бужок вливається в Південний Буг. На схід від селища лежить гідрологічний заказник місцевого значення Безодня.

## Назва
Первісною назвою, під якою місто вперше згадується у письмових джерелах, є «Межибоже». Назва пішла від річок Бога й Божка, які з'єднуються неподалік міста. Історик та географ Станіслав Сарницький писав: «Inter confluentem Buch et Bozek veluti Mesopotamia sedet Miedzyboz, ut etymon ipsum urbis indicat» (лат.) («Між злиттям Бога і Божка ніби Месопотамія Меджибіж місце посів, що про саму суть міста свідчить»). У XIX ст. після приєднання Поділля до Російської імперії у документах вживаються назви «Межибіж», «Меджибіж», і навіть калька з польської «Мєндзибуж». Нині у офіційному вжитку є назва «Меджибіж».

## Герб Меджибожа
В основі герба іспанський щит, обрамлений еклектичним картушем, увінчаний трьохзубчастою короною (засвідчує колишній статус міста).
У горішній частині щита — срібна стіна з баштою, що повторює лицарську башту Меджибізького замку; в нижній частині — золотий вилуватий хрест.
На печатці Меджибізького магістрату, датованій 1782 р. (примірник цієї печатки зберігається у Відділі нумізматики Національного музею у Варшаві, Республіка Польща), виступає герб із зображенням оленячої голови, оберненої в правий геральдичний бік (імовірно, варіант емблеми володінь Сєнявських; зображення оленя за доби Речі Посполитої фігурувало на гербах таких міст у їхній власності, як Бережани, Зіньків, Сатанів, Тарноруда, Товсте).
Серед меджибізьких краєзнавців існує також гіпотеза, що гербом Меджибожа доби Речі Посполитої було нібито зображення "лисиці", проте це хибне припущення, очевидно, грунтується на символіці печатки Меджибізької міщанської управи другої половини ХІХ ст., на якій (за тогочасною традицією) виступав герб Летичівського повіту ("срібний вовк на блакитному тлі").

## Історія

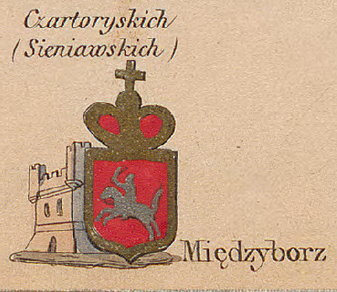
Замок на мапі Зигмунда Герстмана
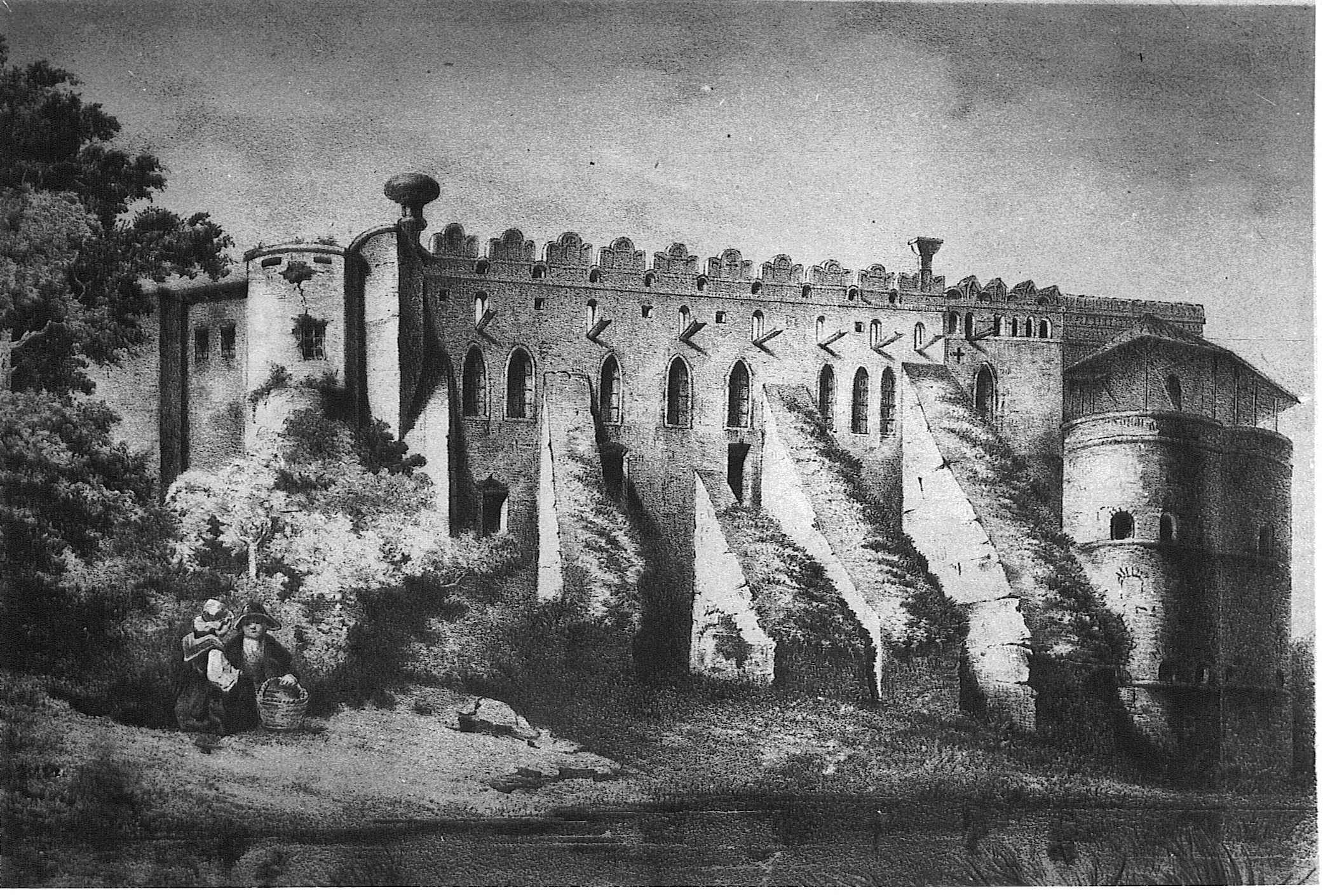
1850
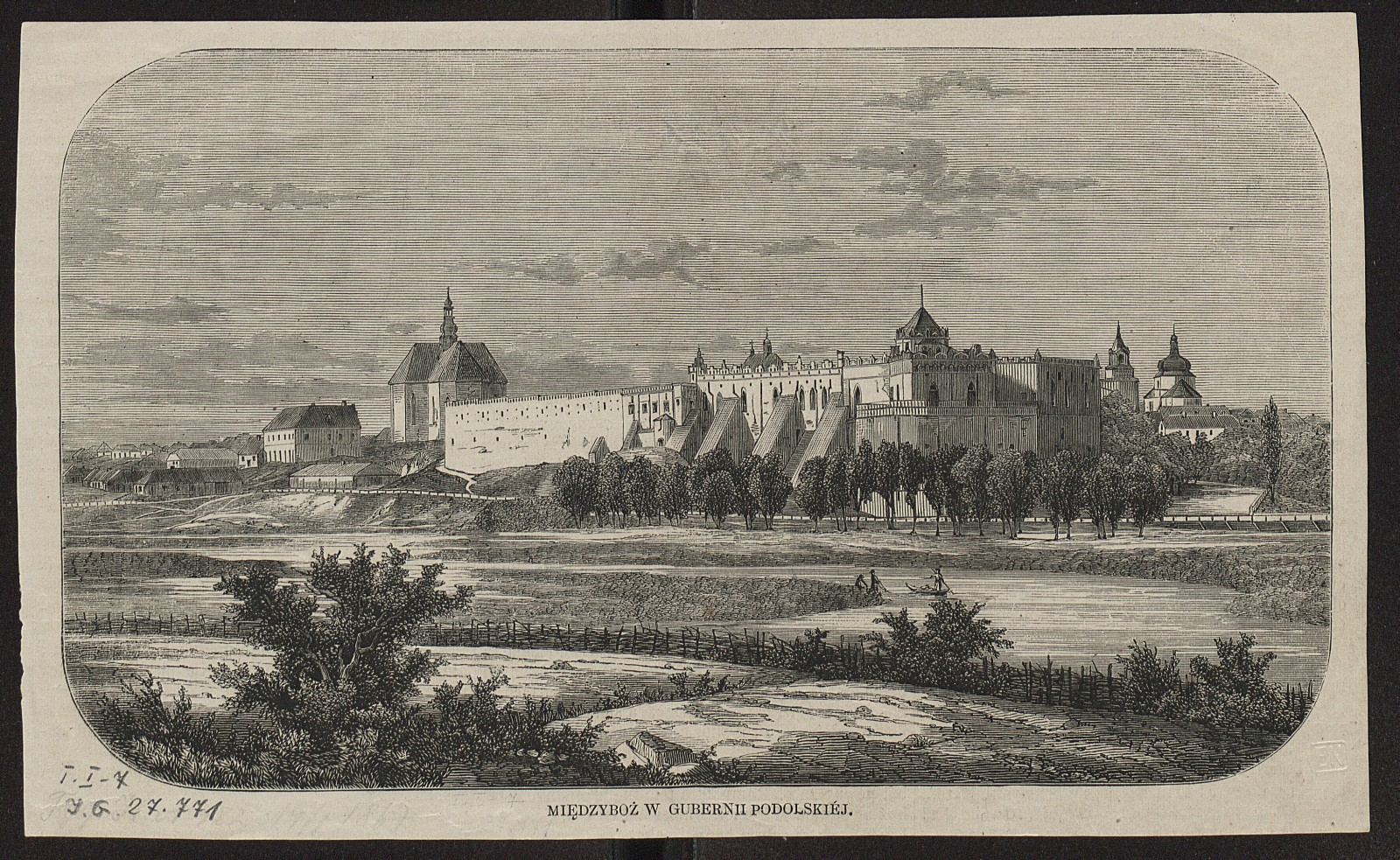
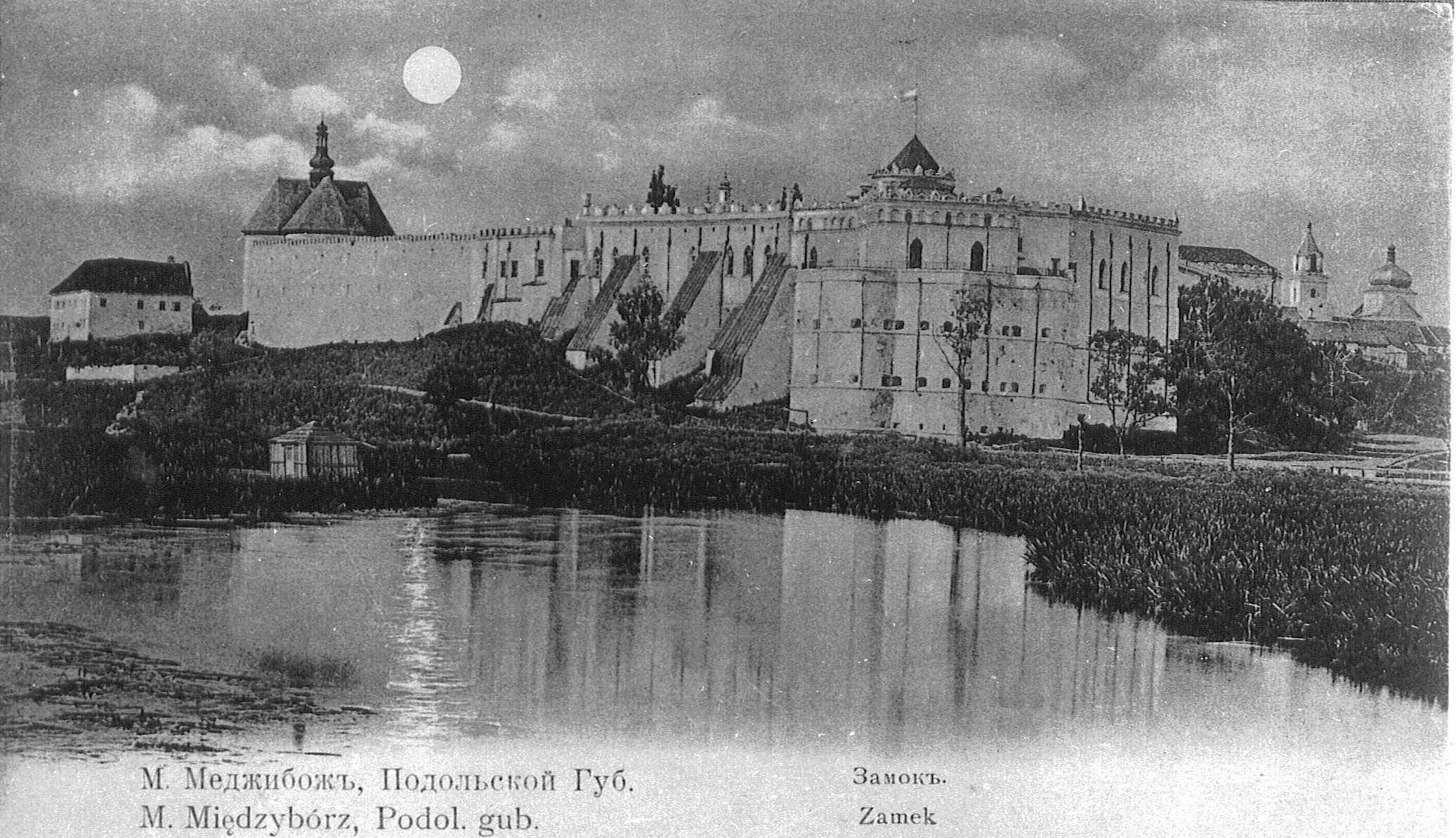
1900
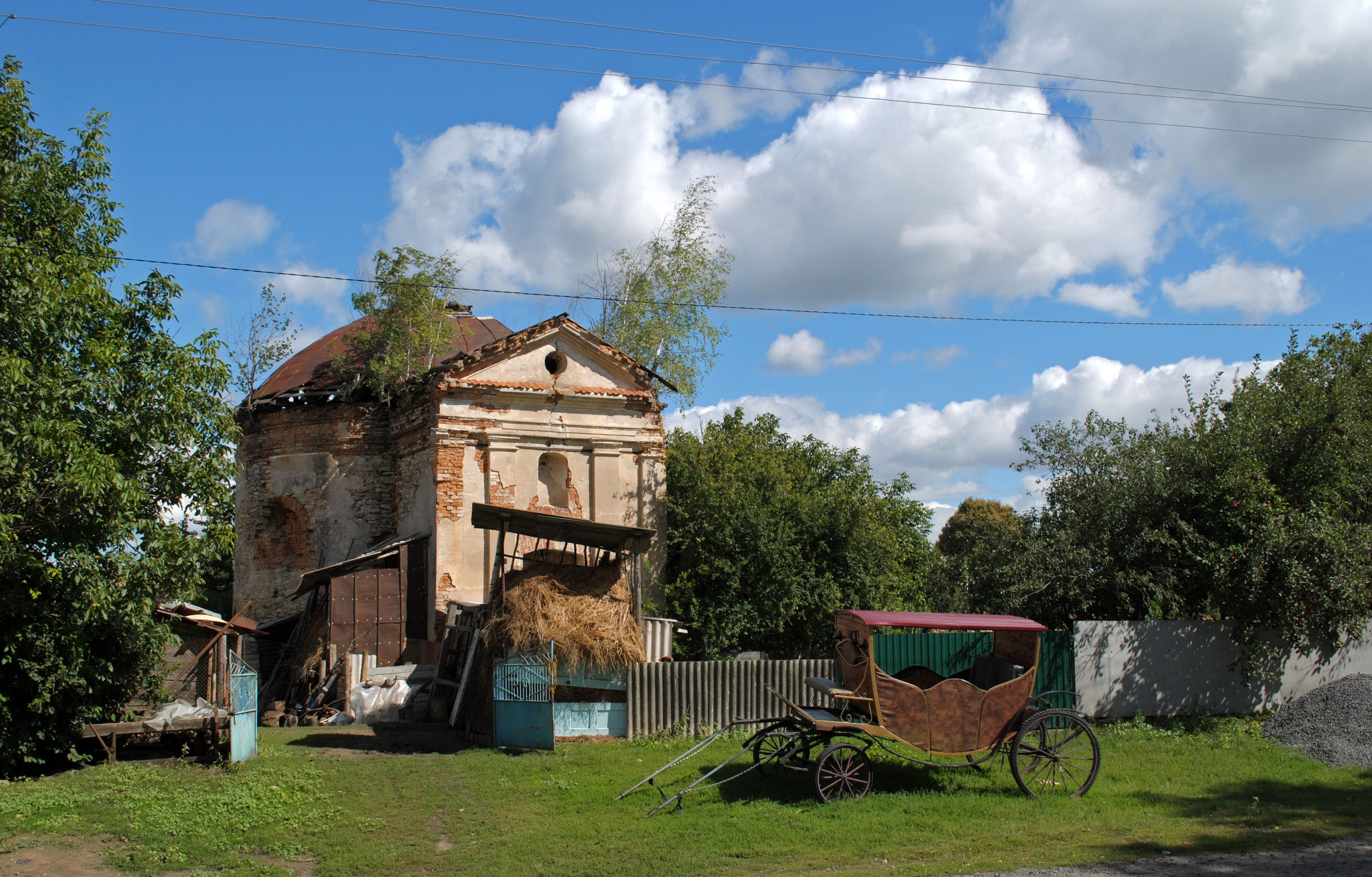
Ротонда-каплиця

### Літописне місто Київської Русі
Перша письмова згадка про місто — в Іпатіївському літопису в 1146—1148, коли київський князь Ізяслав Мстиславич передав у власність Святославу Всеволодовичу 5 міст, серед них «Межибоже».
У ХІІІ столітті Меджибіж належав до Болохівської землі, мав дерев'яну фортецю з земляними валами (була знищена за часів боротьби Данила Романовича (Галицького) з монголо-татарами 1241 року). Через ту війну позносили було всі укріплення руських міст близько 1255 року. Після цього край потрапив під пряму оруду татар, залишався під нею майже 100 років.

### XV— кінець XVIII століття
Великий князь Литовський Ольґерд завоював Поділля 1362 року. Місто стало належати до Луцької землі, потім — до Великого князівства Литовського.
1444 — Меджибіж долучено до Польщі, створено Меджибозьку округу.
1451 — Меджибіж був королівщиною (староста Матіас Лящ).
27 червня 1484 — подільський воєвода Давид Бучацький видав у місті грамоту, котрою забезпечував діяльність парафіяльного костелу в тодішньому містечку Білому (тепер — село біля Чорткова).
1516 — перші відомості про мурований замок у Меджибожі.
1539 — Меджибіж належав наполовину Пйотру Зборовському, наполовину Сенявському.
З 1540 майже 200 років містом володіли магнати Сенявські.
Грудень 1566 — великий коронний гетьман Миколай Сенявський з синами Рафалом, Миколаєм оборонялися в замку від турків, видержали облогу.
1588 — замок належав його наймолодшому сину — Рафалу Сенявському.

1593 — Адам Єронім Сєнявський (старший) за власною ініціативою дав поселенню маґдебурзьке право. 
|  | … людська пам'ять не тривка, не вічна, звикли люди її своїм предкам залишати на папері |

(із грамоти А. Є. Сєнявського містечку Меджибіж).
У Меджибожі були ткацький, кушнірський, кравецький, гончарний, шевський та ковальський цехи. Це засвідчують цехові документи — пергаментні грамоти колишніх власників містечка й уривки актових книг цехів. У списках старожитностей музею Подільського церковного історико-археологічного товариства, що їх упорядкував 1909 року Юхим Сіцінський, «фіксується грамота Адама-Миколая Сенявського цеху шевців м. Меджибожа — на папері дуже зотлілому, що дати не можна визначити». Цех мав свого образа св. Косьми і Даміана в Успенській церкві. Досі зберігаються 5 пергаментних грамот власників Меджибожа про права цехів у XVI—XVIII століттях. Багато греків, вірменів, що жили в місті, були залучені в торгівлю.
На самому початку Хмельниччини фортецю захопили козаки, 1649 року її відбили польські війська.
1650 — Богдан Хмельницький дорогою до Кам'янця стояв під Меджибожем табором. Невеликій польській залозі фортеці довелось покинути замок.
1649 (або 1650) — помер львівський староста Адам Єронім Сенявський (молодший), зоставивши єдиного сина Миколая Єронима Сєнявського під опікою діда — великого коронного гетьмана Станіслава «Ревери» Потоцького. 1655 року «Ревера» виділив кошти, щоб відбудували замок, насипали вали, викопали рови задля його кращої оборони.
1657 — 23 липня угорський князь Ракоці, який 1656 року підписав договір з Богданом Хмельницьким про взаємодопомогу, у Меджибожі склав капітуляцію перед польськими воєводами та відречення від свого союзника.
1672 — 18 листопада укладено Бучацький договір, за яким «Усе Поділля у давніх межах буде передане падишахові, а польські війська, що перебувають у тамтешніх замках, залишать їх з родинами, домашніми, власністю і зброєю, не забираючи однак гармат і амуніції…» Під дію цього договору підпадає й Меджибіж.
1673 — 17-18 жовтня польські підрозділи під проводом коронного хорунжого Миколая Єроніма Сенявського зайняли Меджибіж і готувалися брати замок штурмом. Турецька залога здалася і залишила миром. З того часу до 1678 року Миколай Єронім Сенявський продовжує утримувати Меджибізьку волость. Як доповідав французький посланник у Польщі королю Людовику XIV: «Дохід з його добр все ще становив, незважаючи на війну, шістдесят тисяч ліврів на рік».
1676 — 7 жовтня укладається повторний мирний договір — Журавненський, другий пункт якого прямо каже віддати Меджибіж і Бар, але поляки з цих замків так і не евакуювалися.
1678 — у квітні король Польщі скликав у Любліні нараду за участю іноземних послів, щоб остаточно вирішити, чи погодитися на османські умови замирення, або ж продовжувати війну. Одним з принципових питань, від якого залежала доля перемир'я, було небажання Миколая Сенявського віддати Меджибіж. Врешті-решт з Сенявським було домовлено «…що він поступиться згаданим містом за умови, що король заплатить йому від імені Речі Посполитої винагороду в двісті тисяч франків, і віддасть його у королівську власність, яку буде бути повернуто у спадщину його родині».
1678 — 22 червня у Львові Ян III Собеський видав ордонанс комендантам Кальника, Немирова, Бара і Меджибожа: вийти з замків у термін, який мав бути погоджений між польським послом і турецькою стороною.
1678 — у вересні польський гарнізон вийшов з Меджибожа, місто передається турецькій владі. Після того, набагато пізніше за інші, утворюється Меджибізький санджак Подільського еялету.
1680 — у вересні-жовтні проводиться демаркація нового кордону між османським Поділлям та Руським і Волинським воєводствами, яку так і не було виконано у 1672 р.:
|                                                                                            | Спустошені землі на північно-східному Поділлі комісари ділили не рушаючи з Меджибожа… 14 жовтня відбулося урочисте прощання, після чого комісари обох сторін роз’їхалися по домівках, а перед тим попередньо обмінялися копіями граничних протоколів |
| — Даріуш Колодзєйчик, Podole pod panowaniem tureckim: Ejalet Kamieniecki 1672-1699, с. 101 | |

1686 — в очікуванні весняного наступу польських військ турки вирішили евакуюватися з Меджибожа, перед тим заклавши міни під замок — які, втім, не спричинили значних руйнувань. До замку повертається польська залога.
1702 — Меджибіж постраждав від місцевих повстанців, що обложили замок.
1726 — помер останній нащадок роду Сенявських. Меджибіж перейшов до князя Августа Чарторийського (з 1730 року містом володіли Чарторийські).
1778 — було 706 осель, 1885 — 579, кінець 19 століття — 510 осель, 5014 жильців, дві церкви, два костели, мурована ратуша, синагога, кілька заїздів, кам'яниць, дві аптеки, вулиці почасти викладені бруківкою. Меджибіж був на той час одним із найкращих міст Поділля. Місто мало два млини: на Богу та Божку, фабрику свічок, винокурню.

### Кінець XVIII— XIX століття
1793 — Меджибож разом із Поділлям відійшов до Росії. Усі маєтки Чарторийських було конфісковані, але 1795 року все повернуто синам князя Чарторийського.
1818 — у Меджибізькому замку його власником, князем Адамом Єжи Чарторийським, засновано повітове училище з 6-класною освітою та гуртожитком на 250 учнів.
1831 — майно Чарторийських знову забрав російський уряд за спілку в польському повстанні. Повітове училище в замку продовжувало діяти до 1841 року, а далі переведене до Чорного Острова.

### XX століття

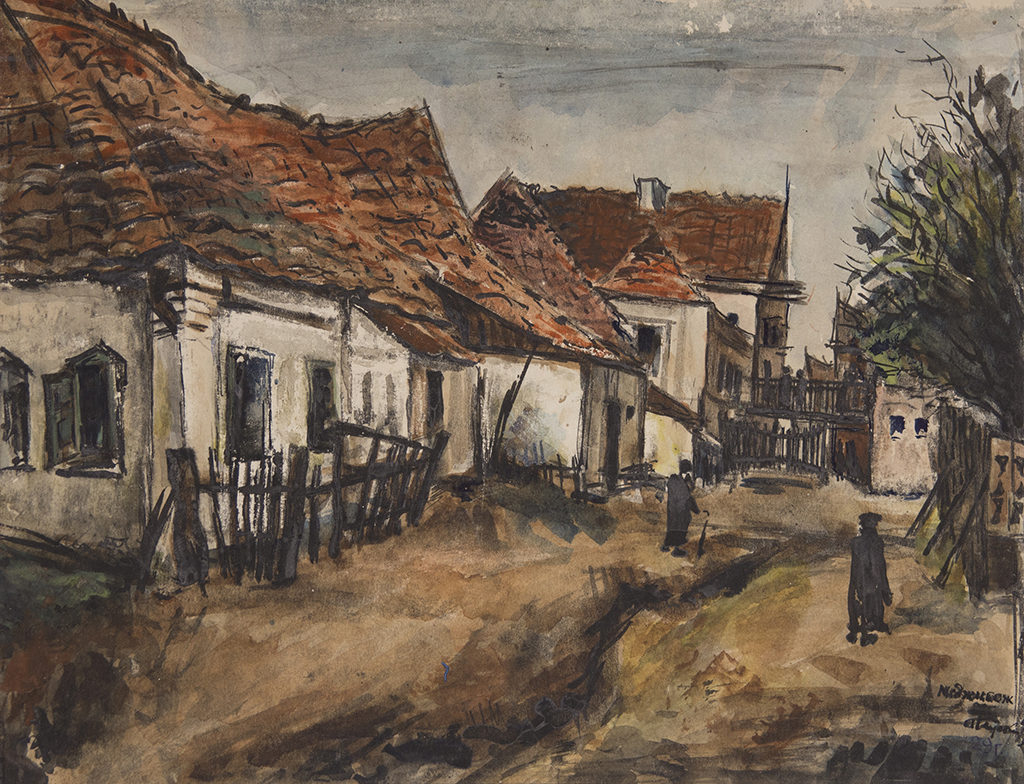
Аксельрод М. М. «Меджибож. Пейзаж», 1929 р.

Старшини 3-го гарматного полку Галицької армії, Меджибіж, серпень 1919 року

Після переходу УГА за Збруч у липні 1919 року, 21-ша Збаразька бригада УГА в складі 2-го корпусу, зайняла містечко Меджибіж. Внаслідок поразки визвольних змагань на початку XX століття, Меджибіж надовго окупований російсько-більшовицькими загарбниками.
Статус смт — з 1924.
За радянських часів (1962) зруйновано (розібрано на каміння) костел.
Знищено Успенську церкву, муровану у XVII столітті (являла собою рідкісний зразок оборонно-культового будівництва).
Знищено церкву Успіння з фресками XV століття[джерело?], що стояла на пагорбі з мальовничим краєвидом і напередодні війни була ще в доброму стані. На місці її поставили туалет (відомо від Є. Лопушинської).
Після проголошення 24 серпня 1991 року, підтверджене результатами Всеукраїнського референдуму від 1 грудня 1991 року, Меджибіж — в складі незалежної України.

### XXI століття

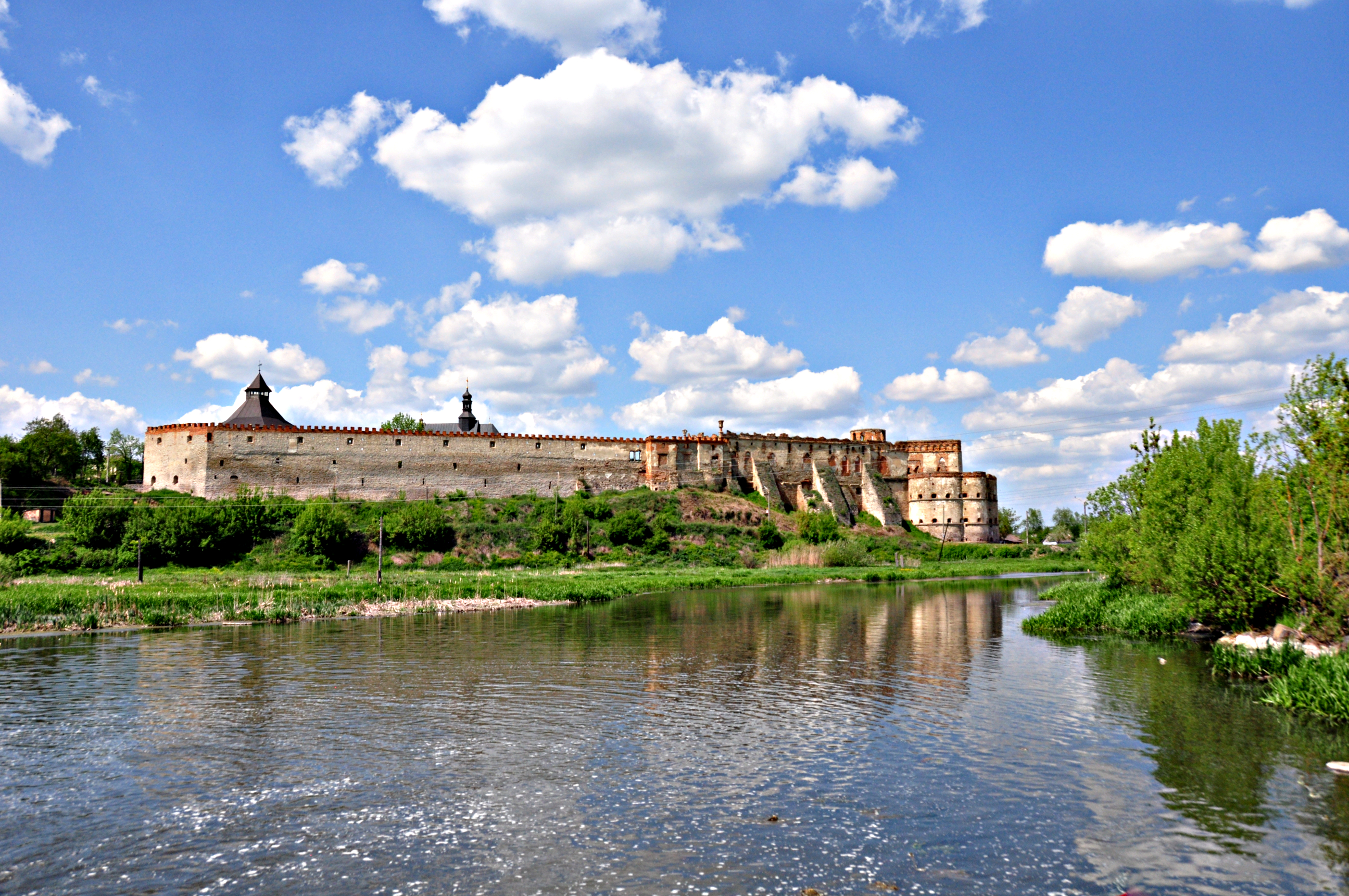
Меджибізький замок, травень 2011 року.

Наприкінці 2017 року відкрито Центр надання адміністративних послуг (ЦНАП), що значно вплинув на доступ населення до адміністративних послуг.
Станом на 2018 рік у Меджибожі є повноцінне відділення Ощадбанку та ПриватБанку (тільки банкомат), відділення Укрпошти та «Нової Пошти», Будинок культури, безліч[скільки?] крамниць, аптеки та кілька кафе. Ще є загальноосвітня школа, розділена на 2 корпуси, школа мистецтв, садок «Сонечко», стадіон, Меджибізький будинок-інтернат. Працює Меджибізька ГЕС. На території Меджибожа міститься ПАТ «Хмельницькрибгосп».

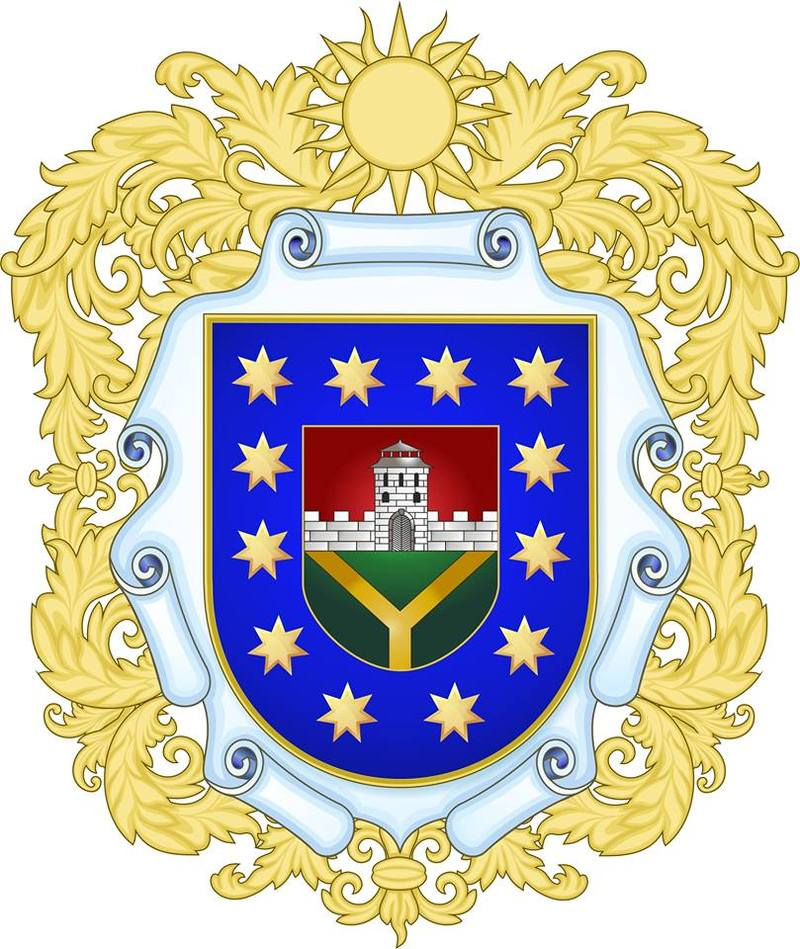
Герб Меджибізької ОТГ

Відколи Меджибіж став центром Об'єднаної територіальної громади (ОТГ), містечко почало швидко розвиватись: у центрі збудовано та відновлено тротуари, піші зони. Відновлено дороги до Меджибожа, більшість вулиць заасфальтовані й обладнані вуличним освітленням. На місці єврейських кварталів, які було знищено під час Другої Світової війни, побудовано парк, сквер та центральну площу зі сценою містечка ім. Героїв АТО, де споруджено однойменного пам'ятника.

## Населення
Населення — 1731 мешканець (перепис 2001), 1443 мешканців (2016).
У 2024 році понад 1000 мешканців.

### Мова
Розподіл населення за рідною мовою за даними перепису 2001 року:
| Мова       | Відсоток |
| ---------- | -------- |
| українська | 97,00%   |
| російська  | 2,66%    |
| інші       | 0,34%    |

## Храми Меджибожа
- Замкова каплиця — побудована коштом кам'янецького каштеляна Рафала Сєнявського;
- Троїцький костел — побудований коштом яворівського старости Адама Єроніма Сенявського (1600) на місці старого дерев'яного, який прийшов до непридатності. У костелі був образ роботи Марчелло Бачареллі, що зображав патронів — родини Сенявських і Чарторийських. 1962 більшовики-комуністи розібрали його на каміння; розвалини костела лишились.
- Дзвіниця (1812), фундував Адам Єжи Чарторийський.

У «старому місті» було 3 церкви:
- мурований катедральний собор Успіння Богородиці;
- мурована церква св. Димитрія;
- дерев'яна св. Трійці (обидві колишні греко-католицькі).

На передмісті Требухівці була ще одна церква Успіння.

## Єврейська громада

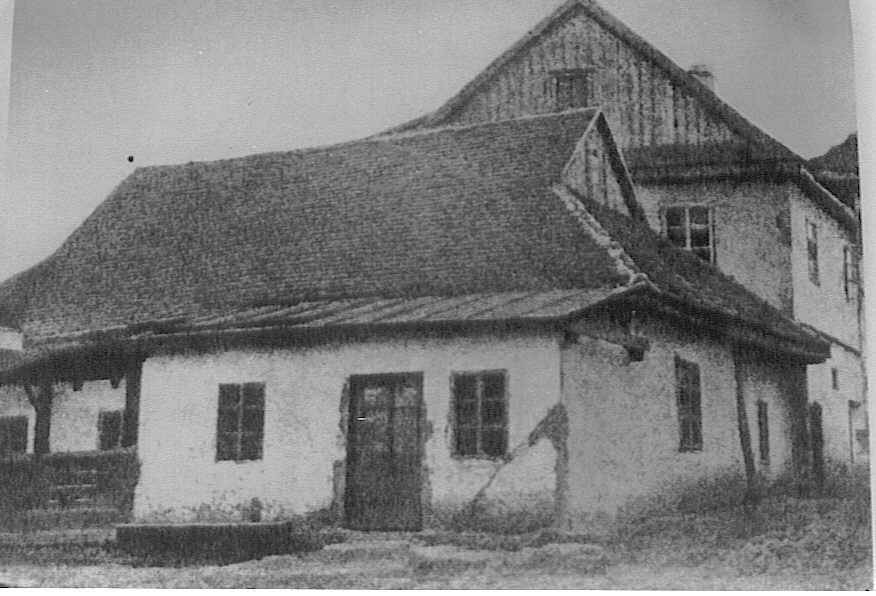
Синагога Бешта

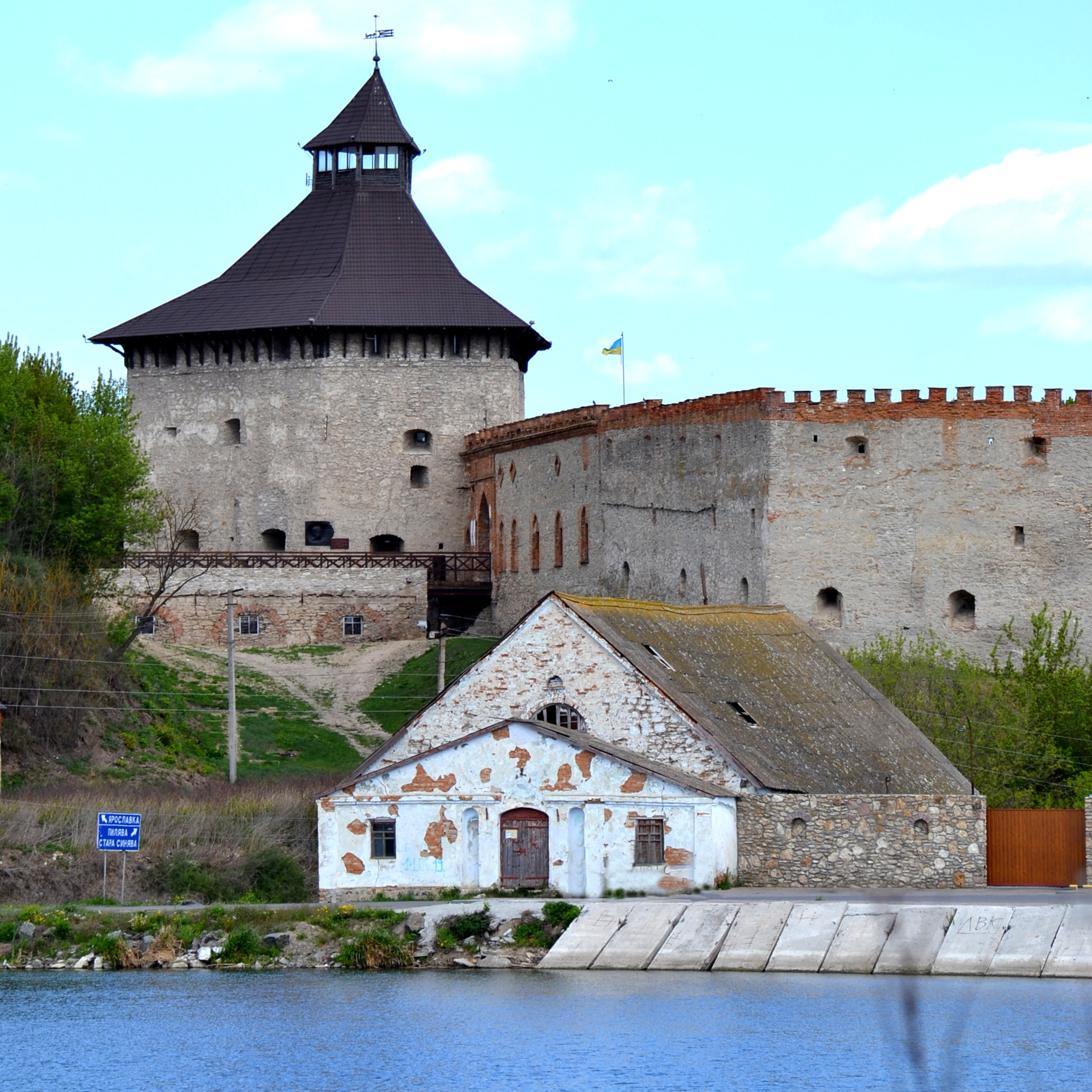
Млин (фото 2020 р.)

З часів середньовіччя в Меджибожі була численна єврейська громада.

На єврейському цвинтарі Меджибожа похований засновник хасидського руху Баал Шем Тов. Його могила — місце прощі хасидів з усього світу.
Була мурована синагога та 5 єврейських будинків молитви. Юдеї утримували ще шпиталь на 20 ліжок.
Навколо Єврейського некрополя за останні кілька років побудовано великий комплекс із готелів вищої категорії, гостелів, мінімаркетів, синагог для прочан з усього світу. Його швидко будують далі.
На місці поховання Баал Шем Това, Ісраель Меір Габбай допоміг з відновлення могили та охеля Баал Шем Това, який також включає могили Дегель Махане Єфрема, Аптера Рава та рабина Боруха з Меджибіжа.

## Пам'ятки
- Меджибізький замок з церквою св. Миколая
- Троїцький костел
- Плебанія (будинок ксьондза)
- Каплиця-ротонда
- Торгові ряди
- Житлові будинки на вул. Замковій, 16-20
- Синагога ХІХ ст. на вул. Островського
- Колони-каплиці
- Єврейський некрополь
- Миколаївська церква та дзвіниця
- Комплекс споруд млина
- Колишня єврейська школа

## Археологія
Палеолітична стоянка в Меджибожі — археологічний об'єкт, розташований в околицях смт. Меджибіж. Вік палеолітичної стоянки 400—450 тис. років.

## Галерея

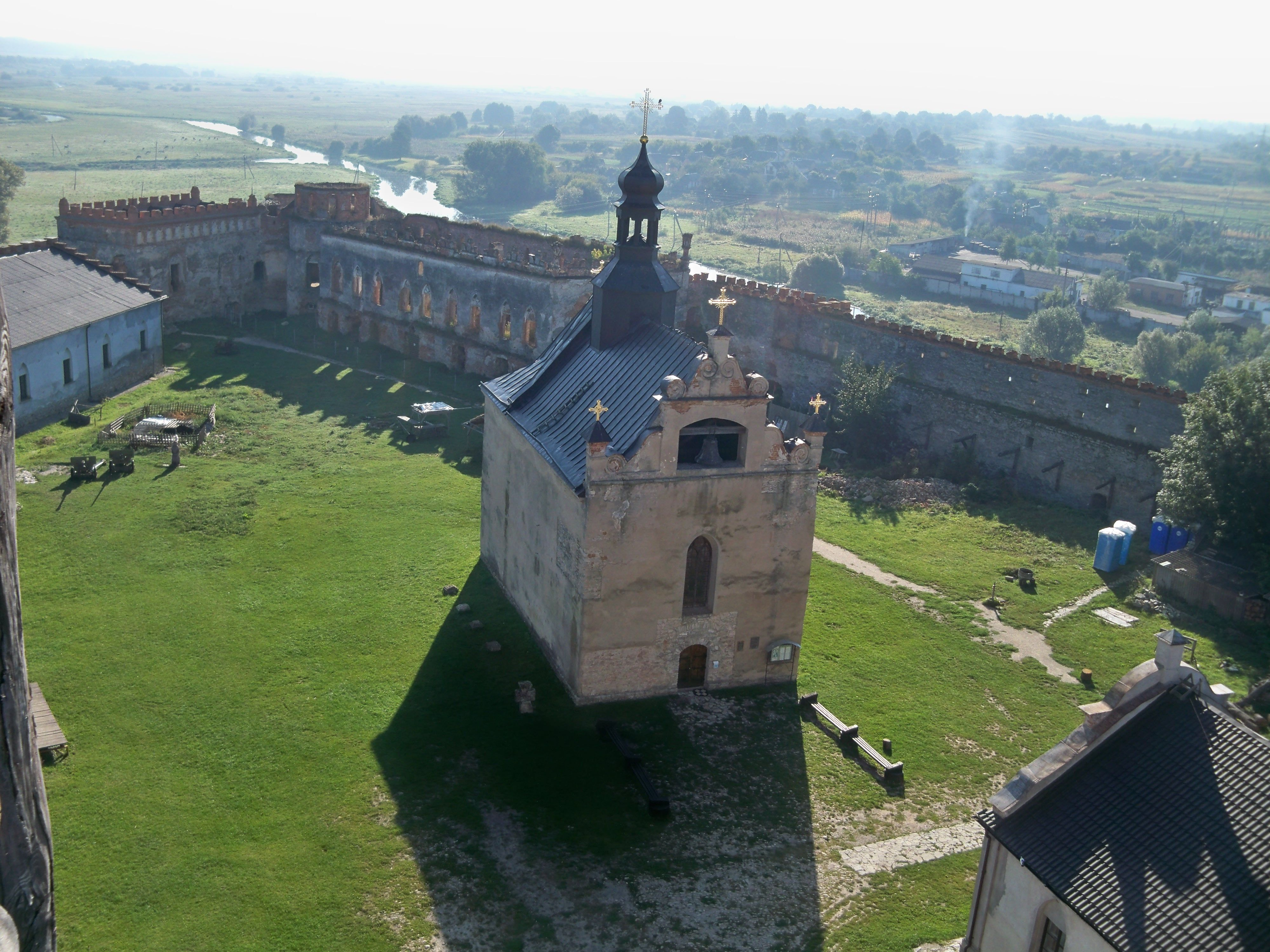
Церква
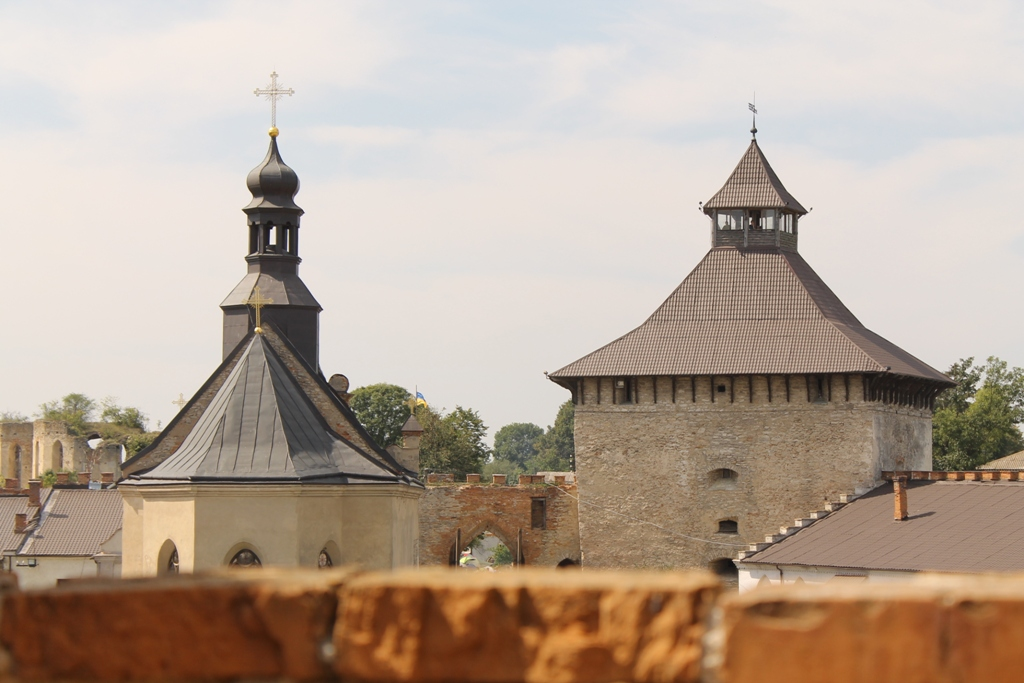
Меджибіж укріплення
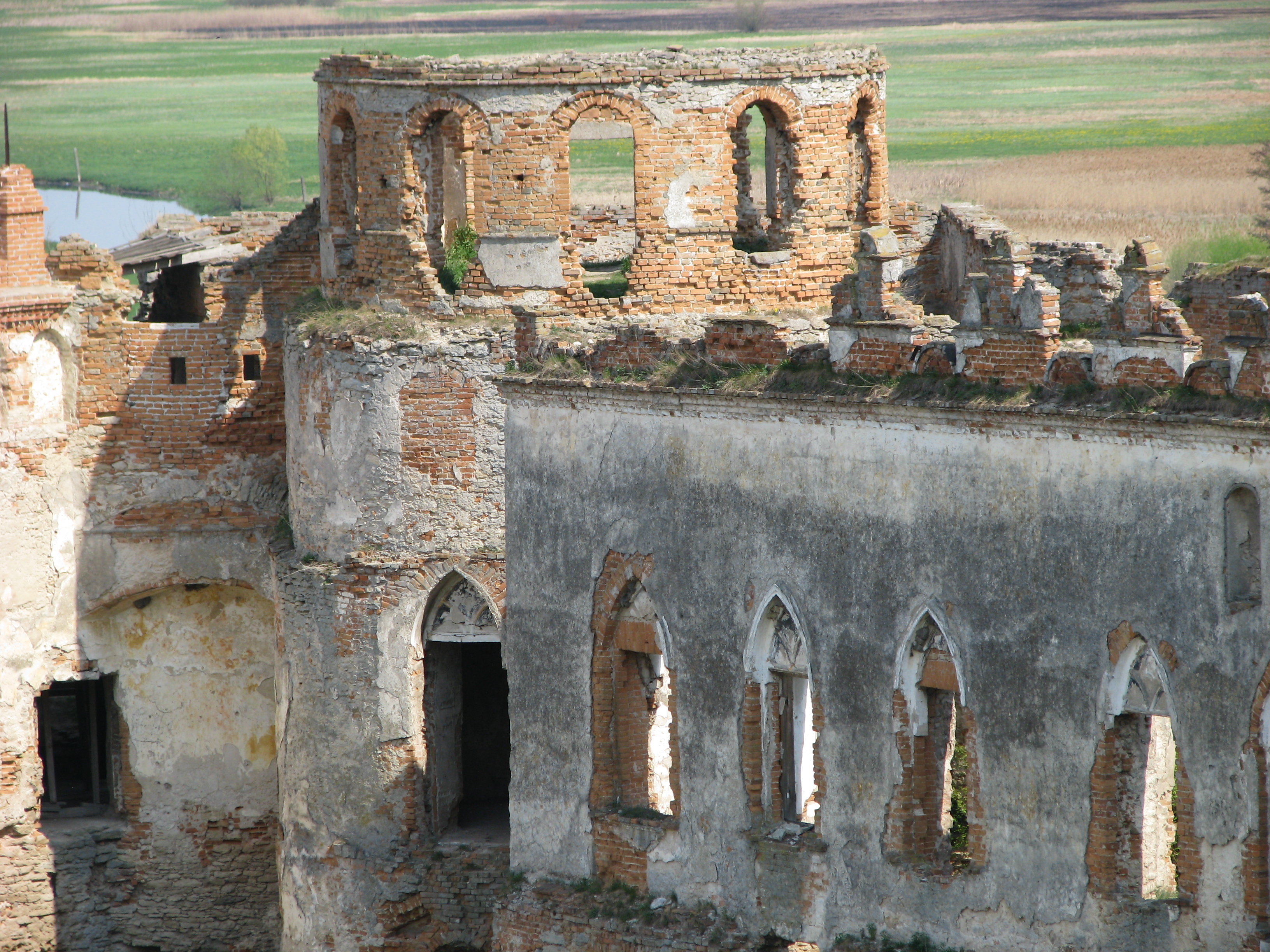
Палац
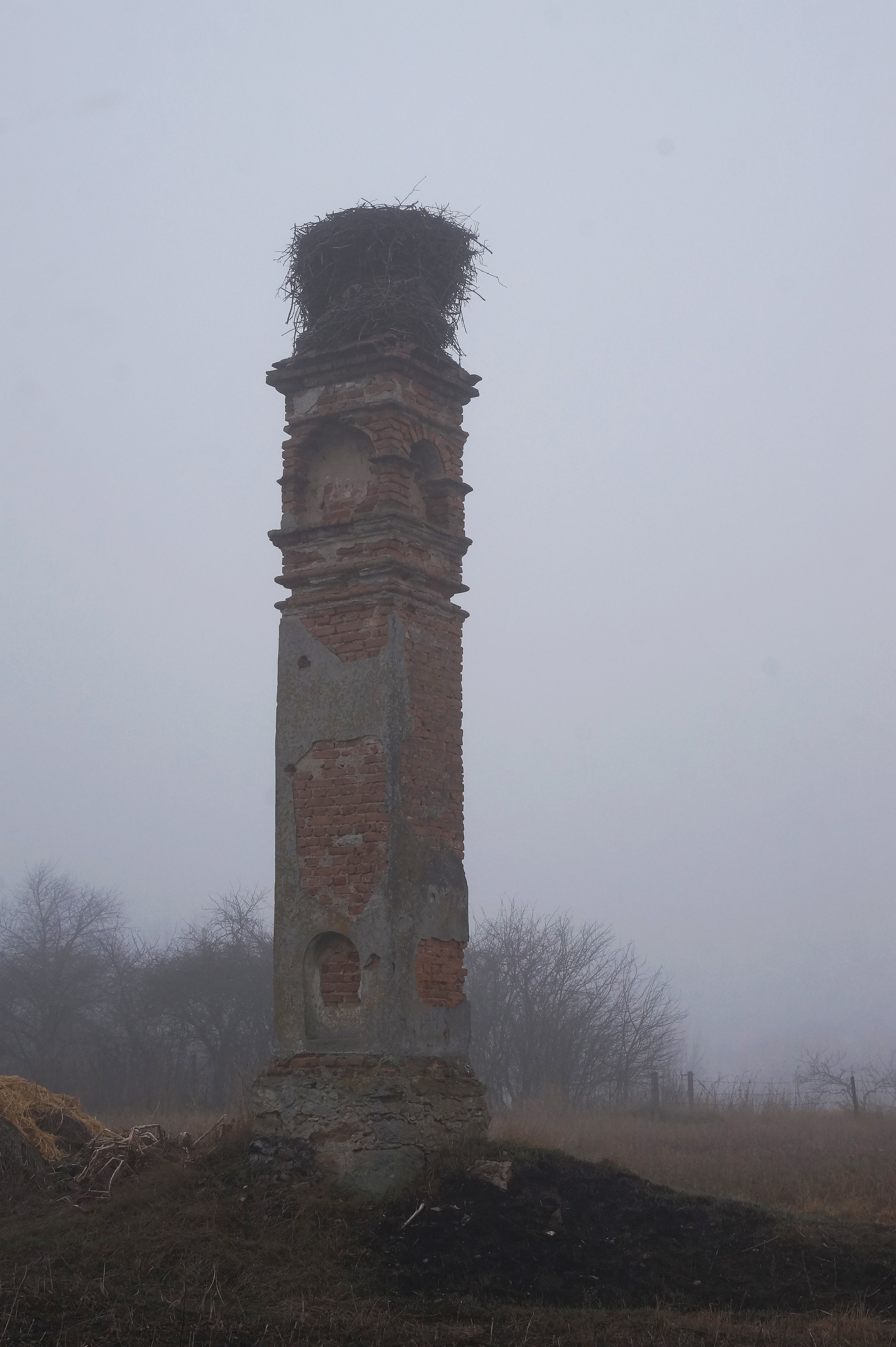
Колонна-каплиця
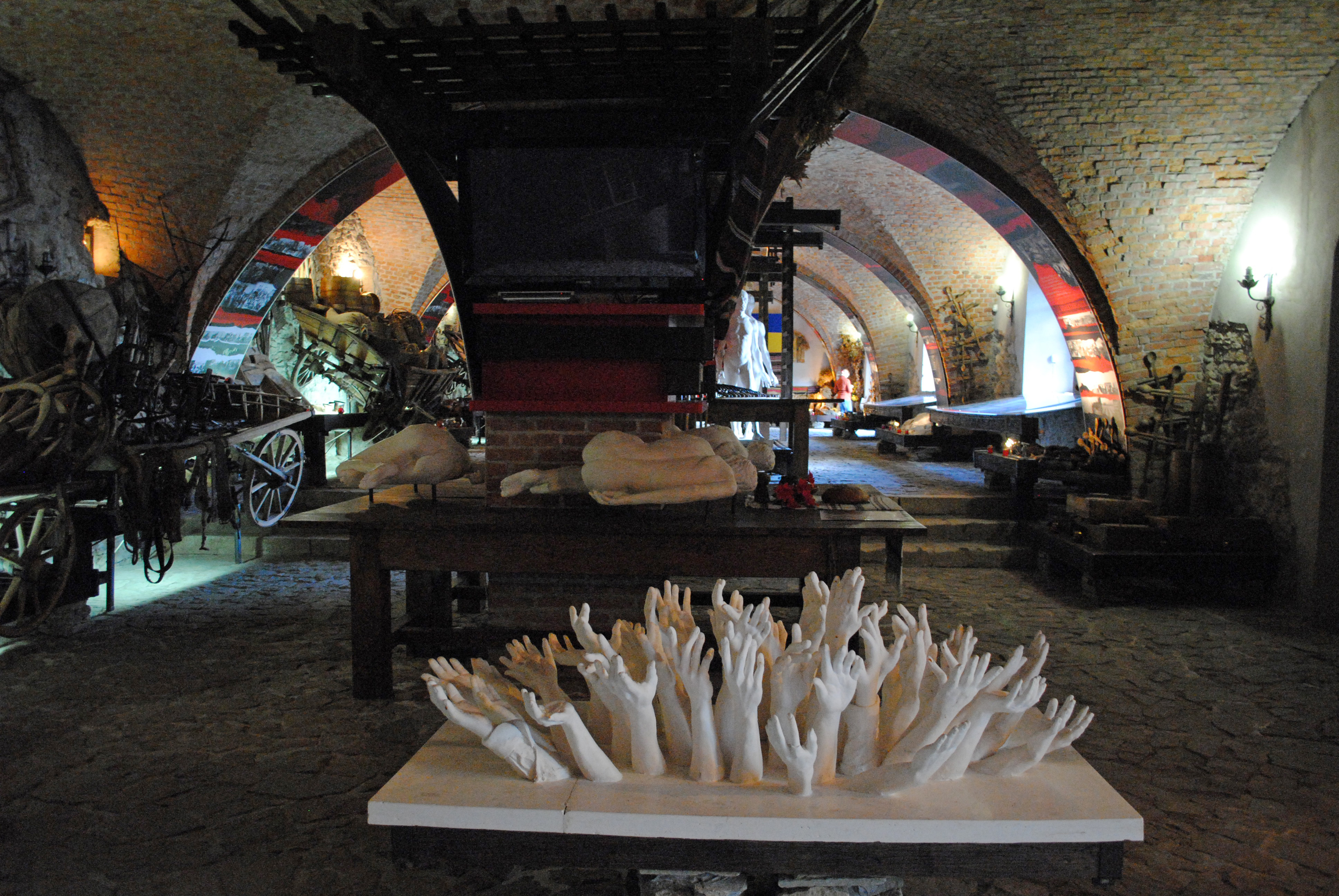
Стайня
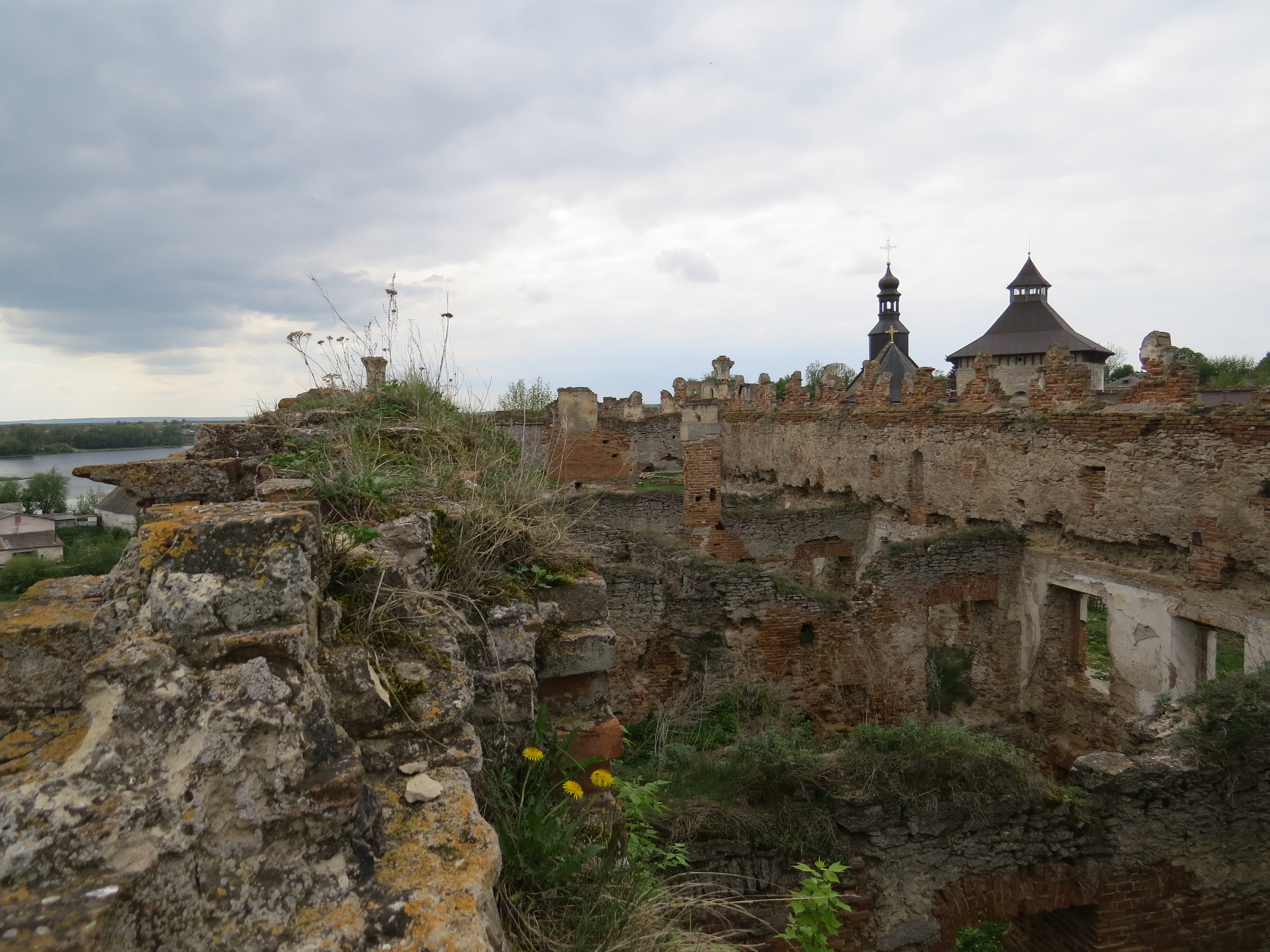
Палац
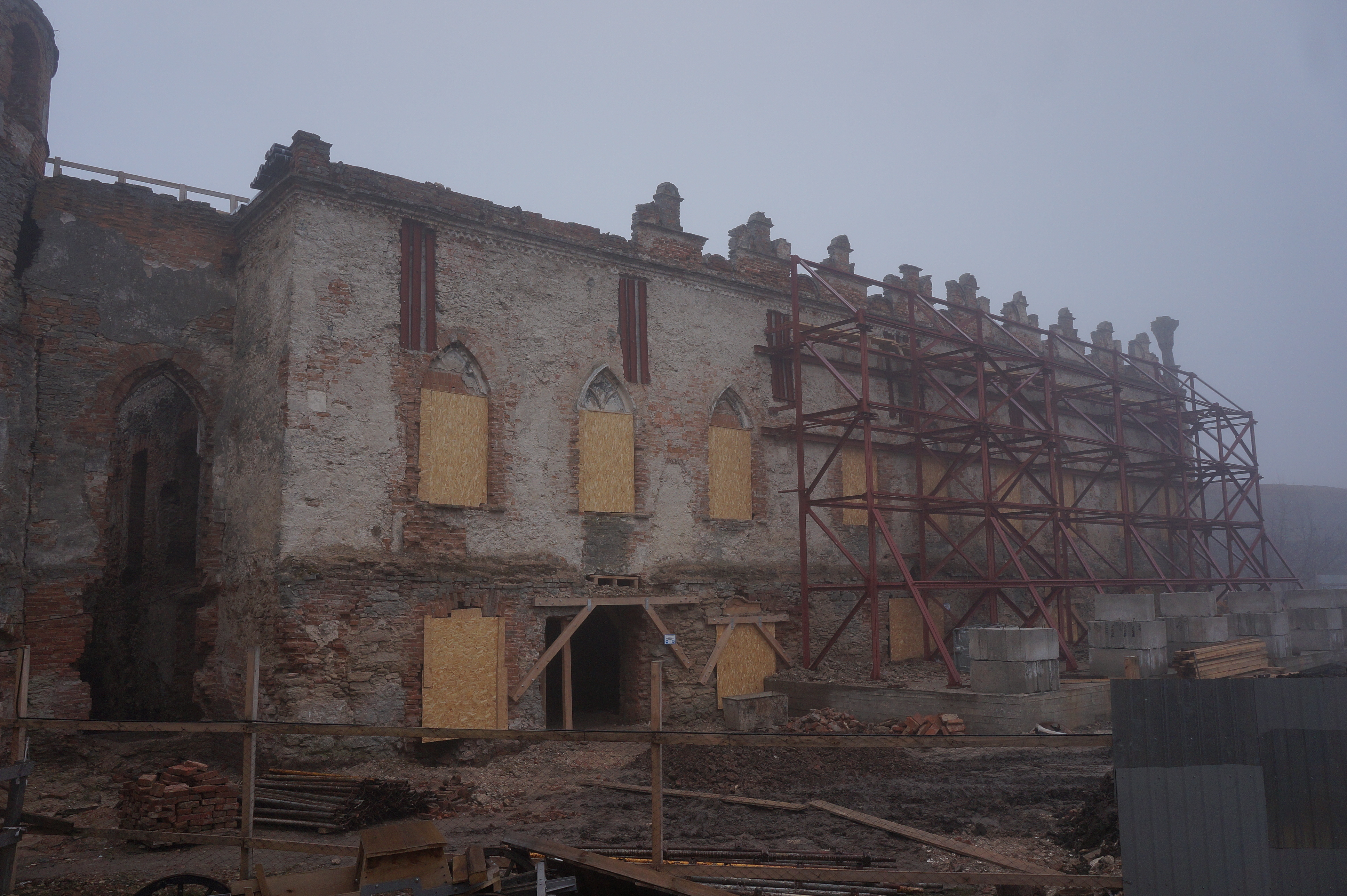
Відбудова палацу
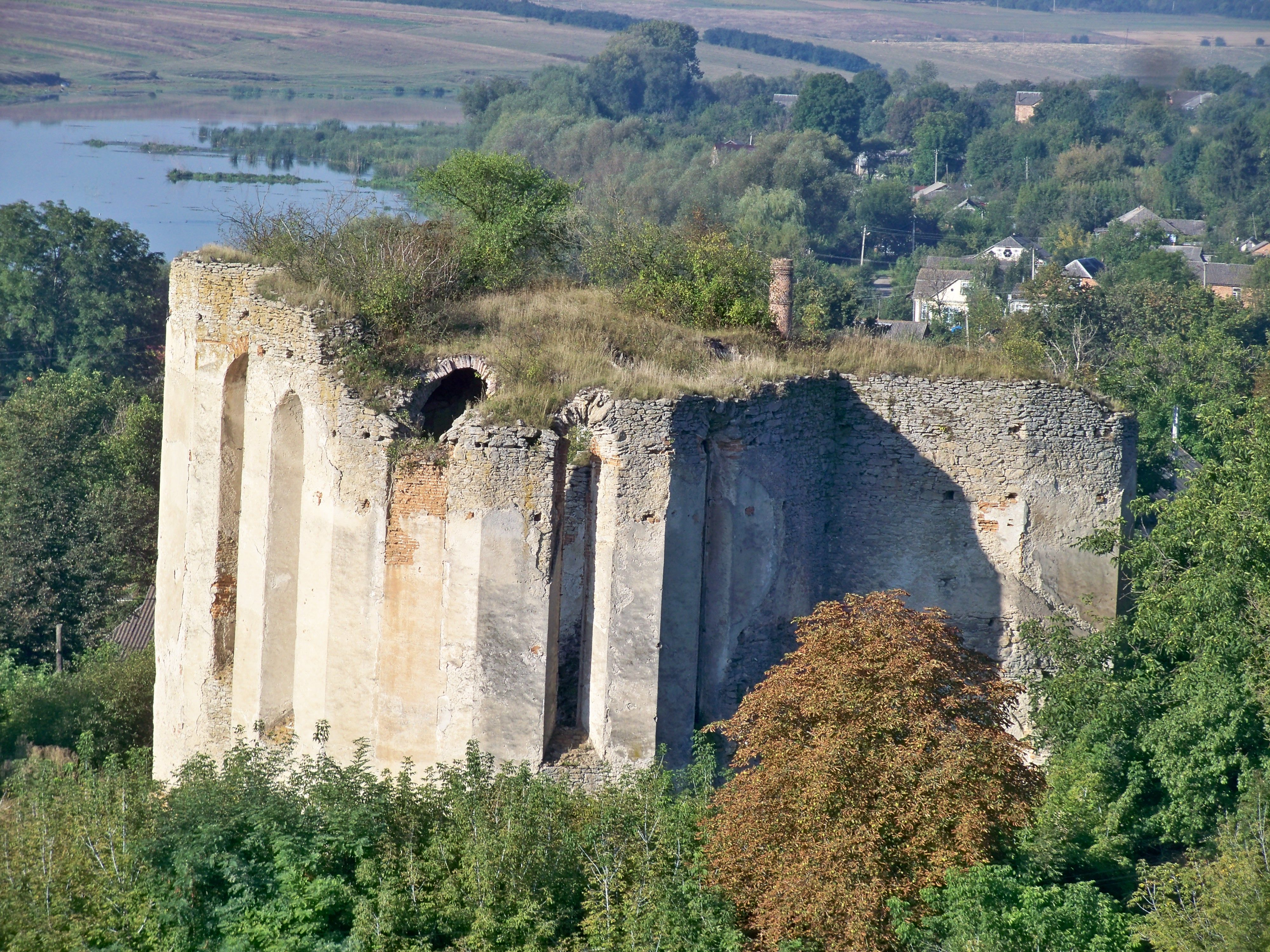
Костел Св.Трiйцi
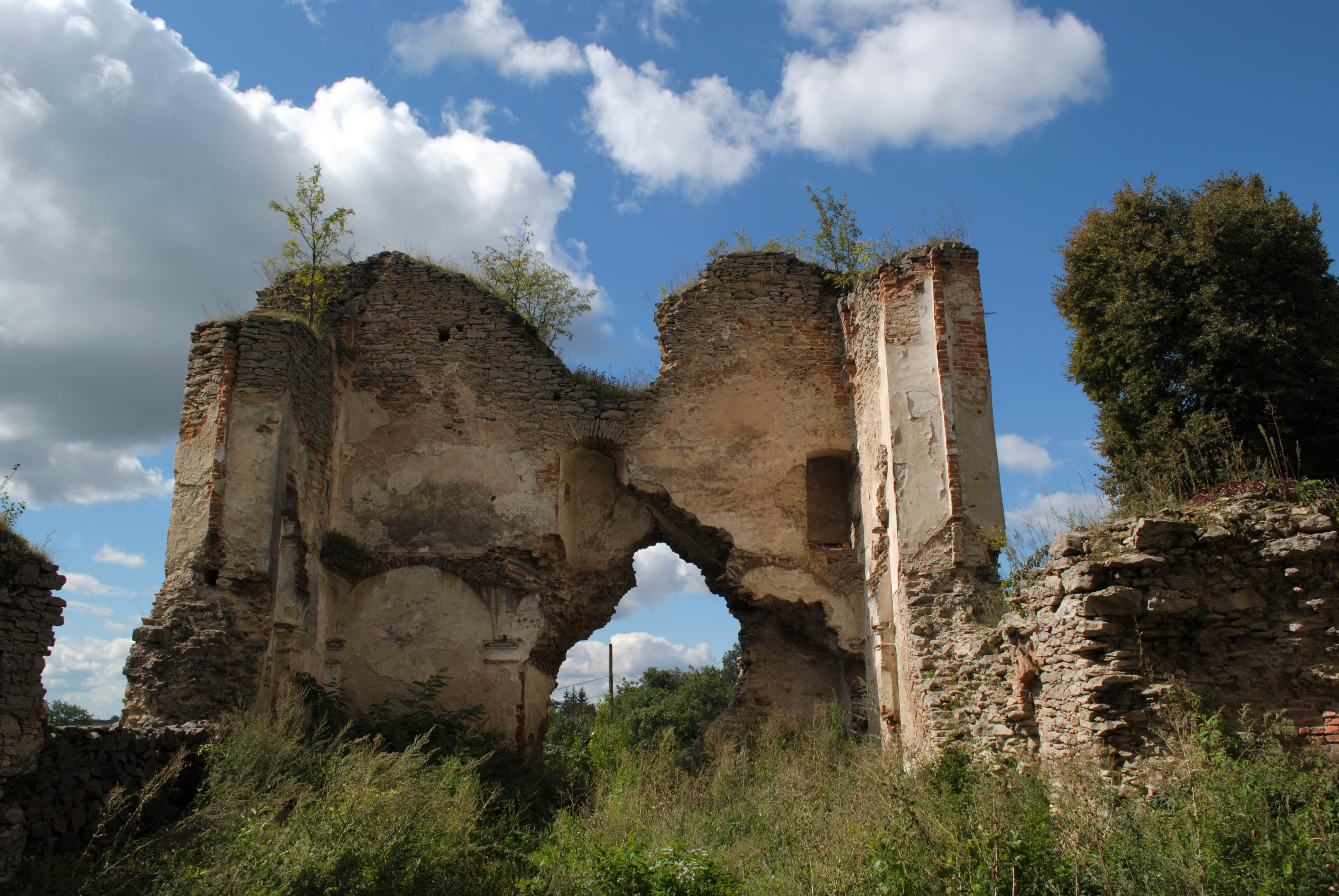
Костел Св.Трiйцi
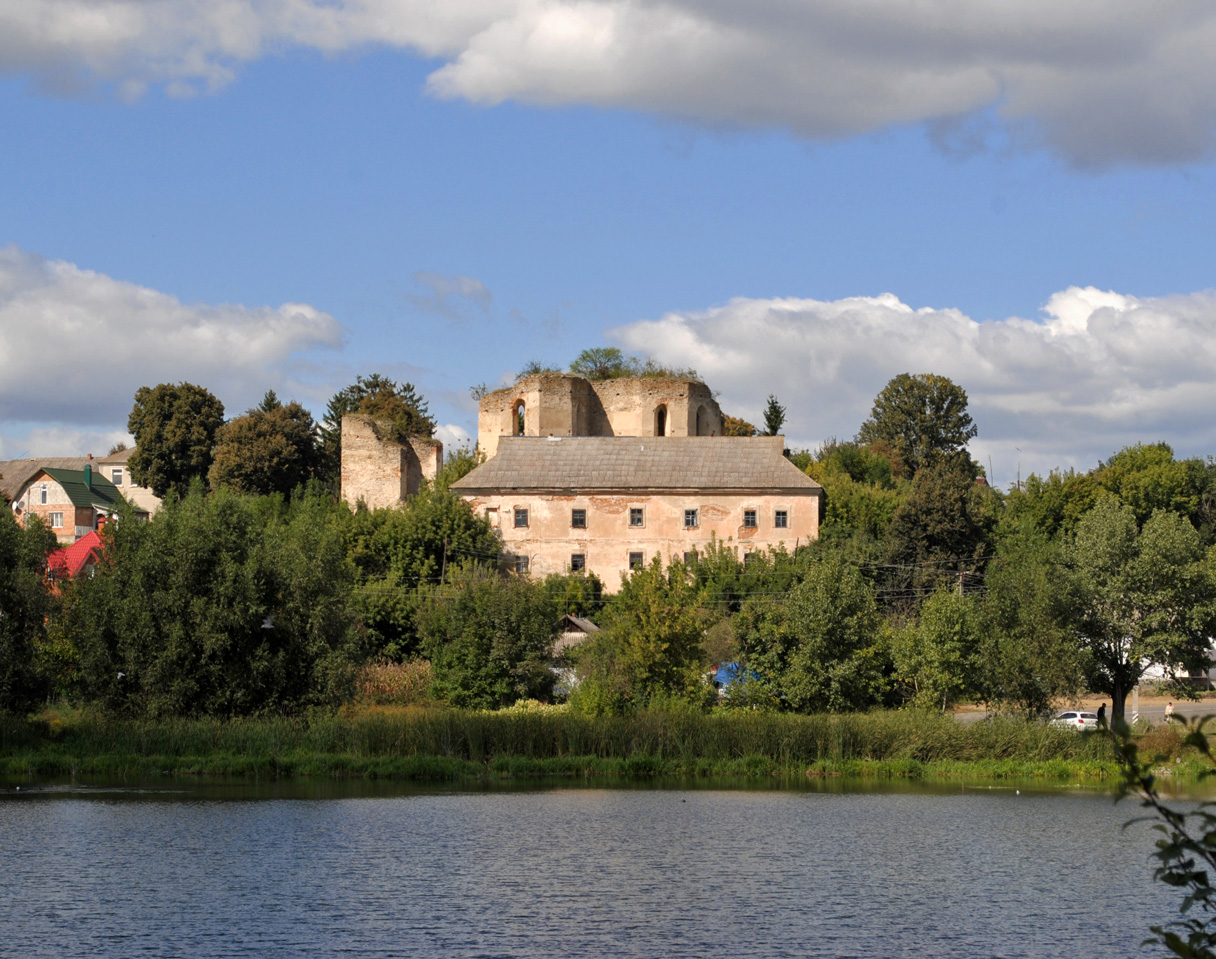
Плебанія
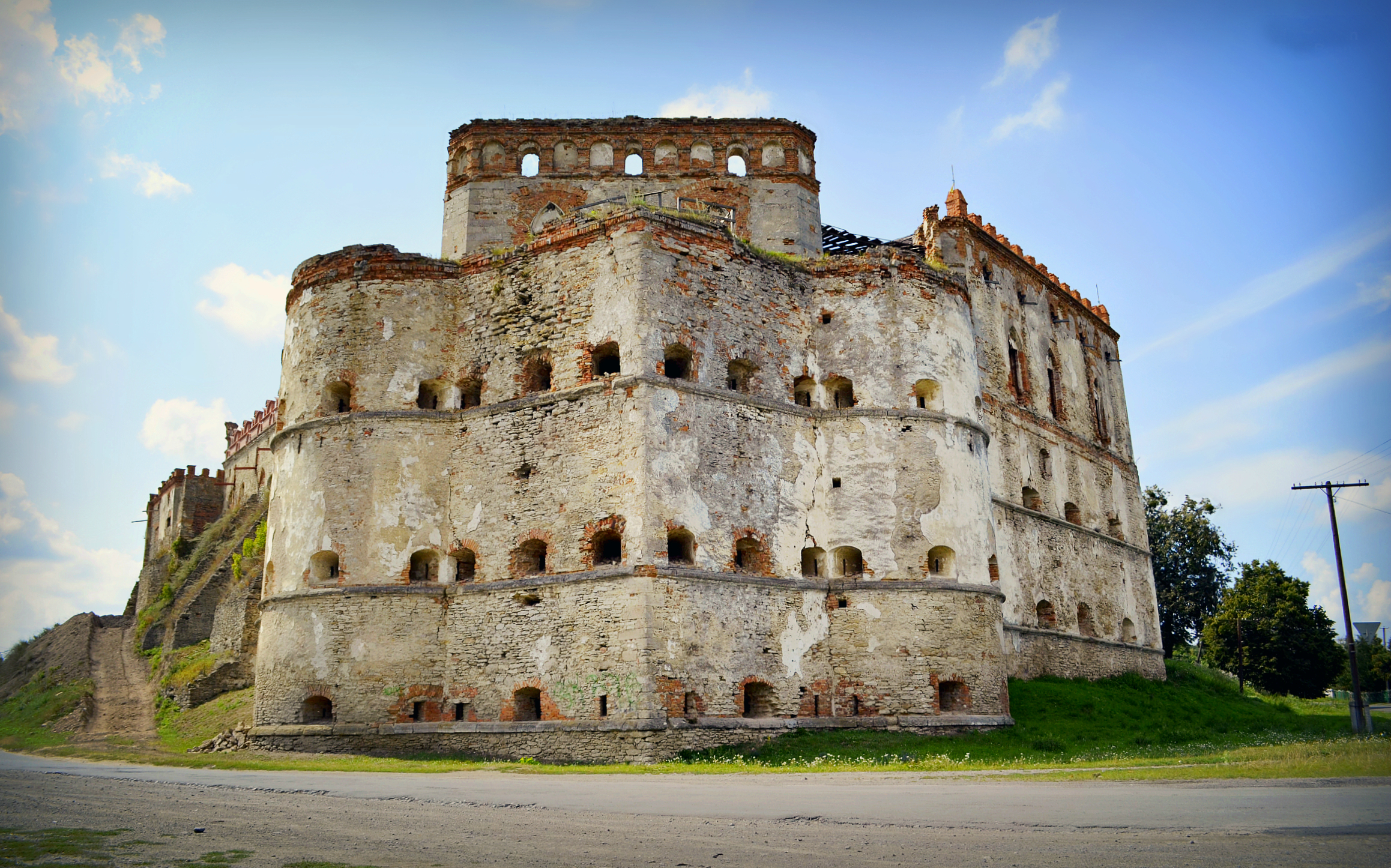
Величні стіни
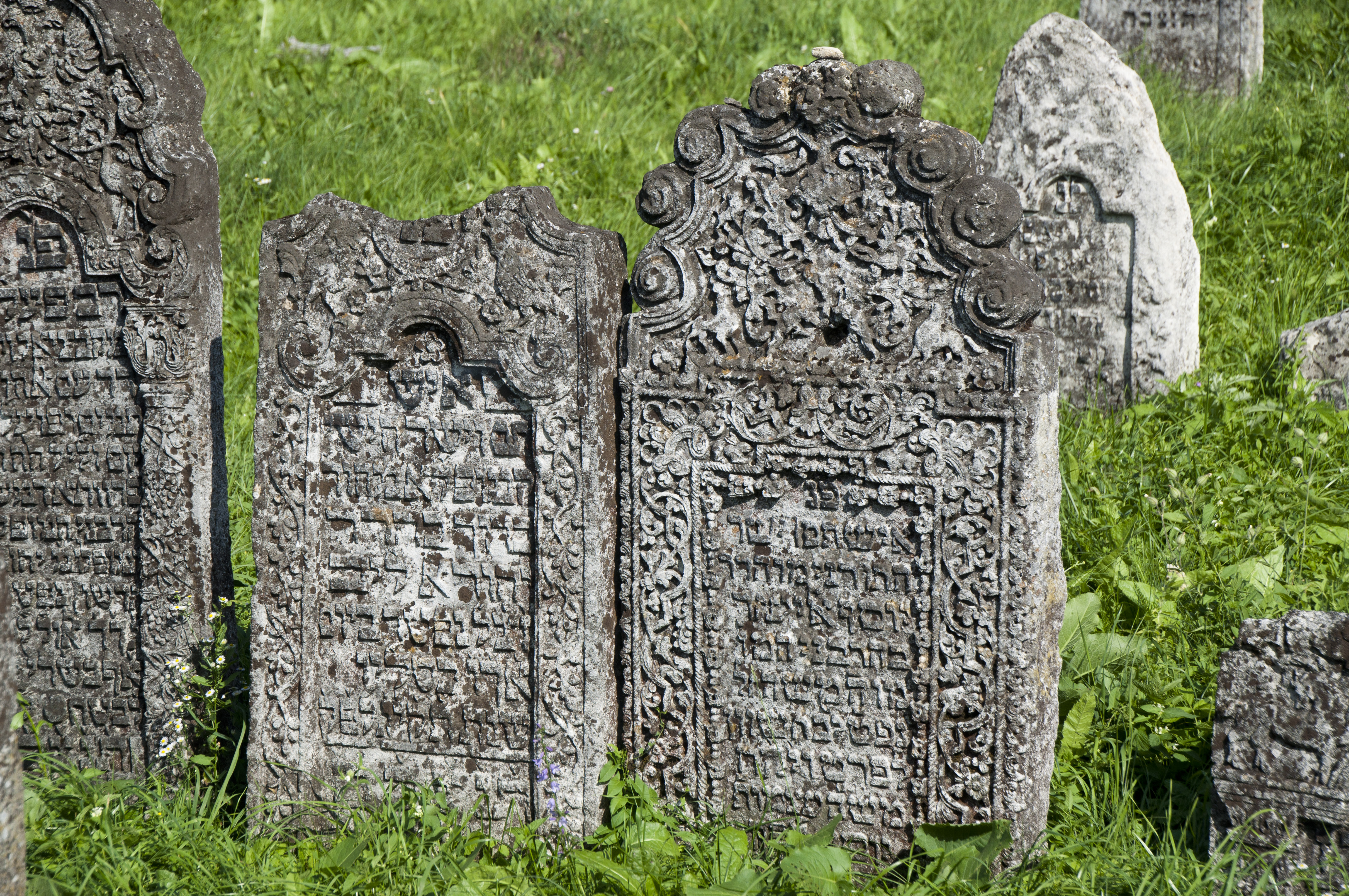
Єврейське кладовище
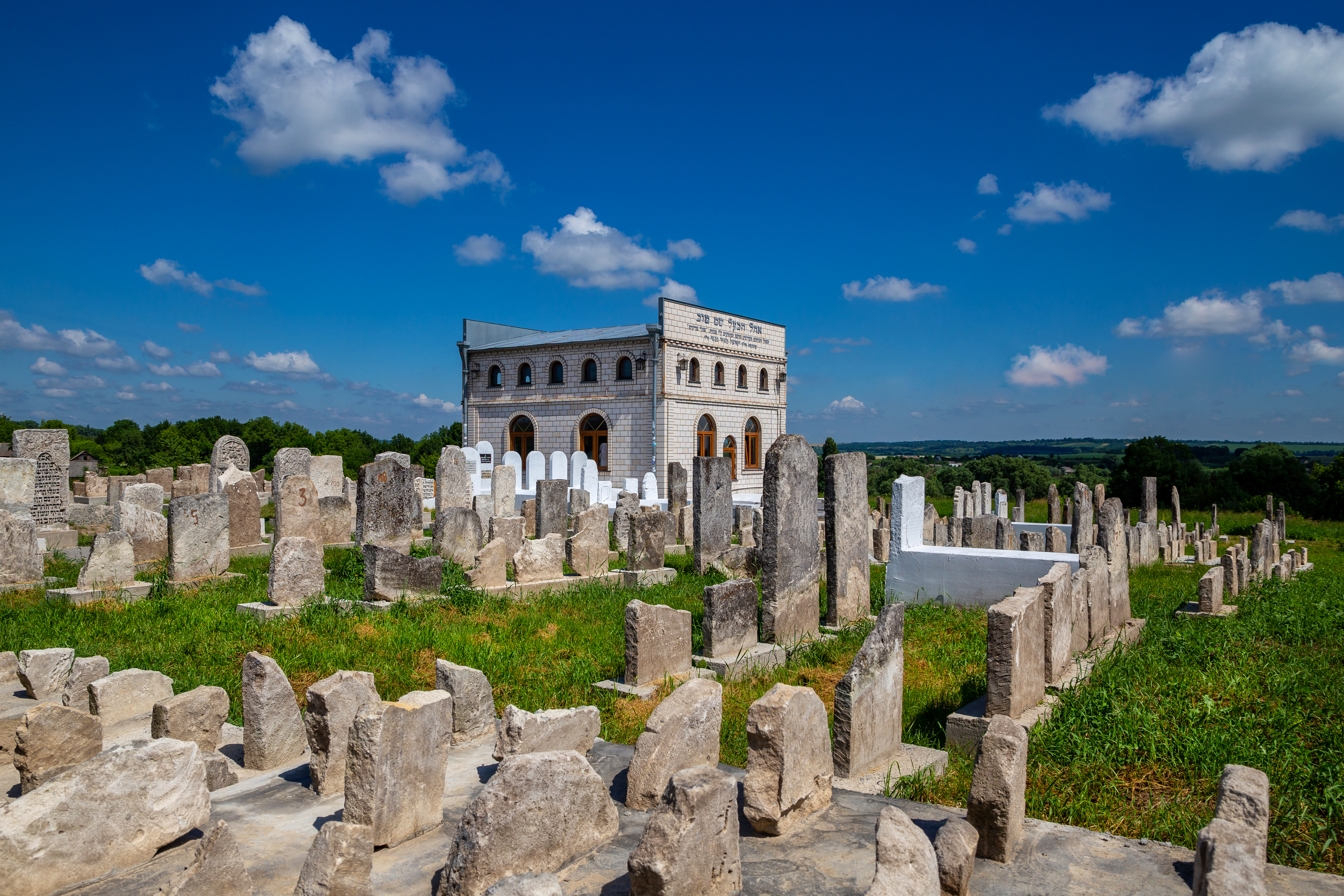
Кладовище і могила Баал-Шем-Това
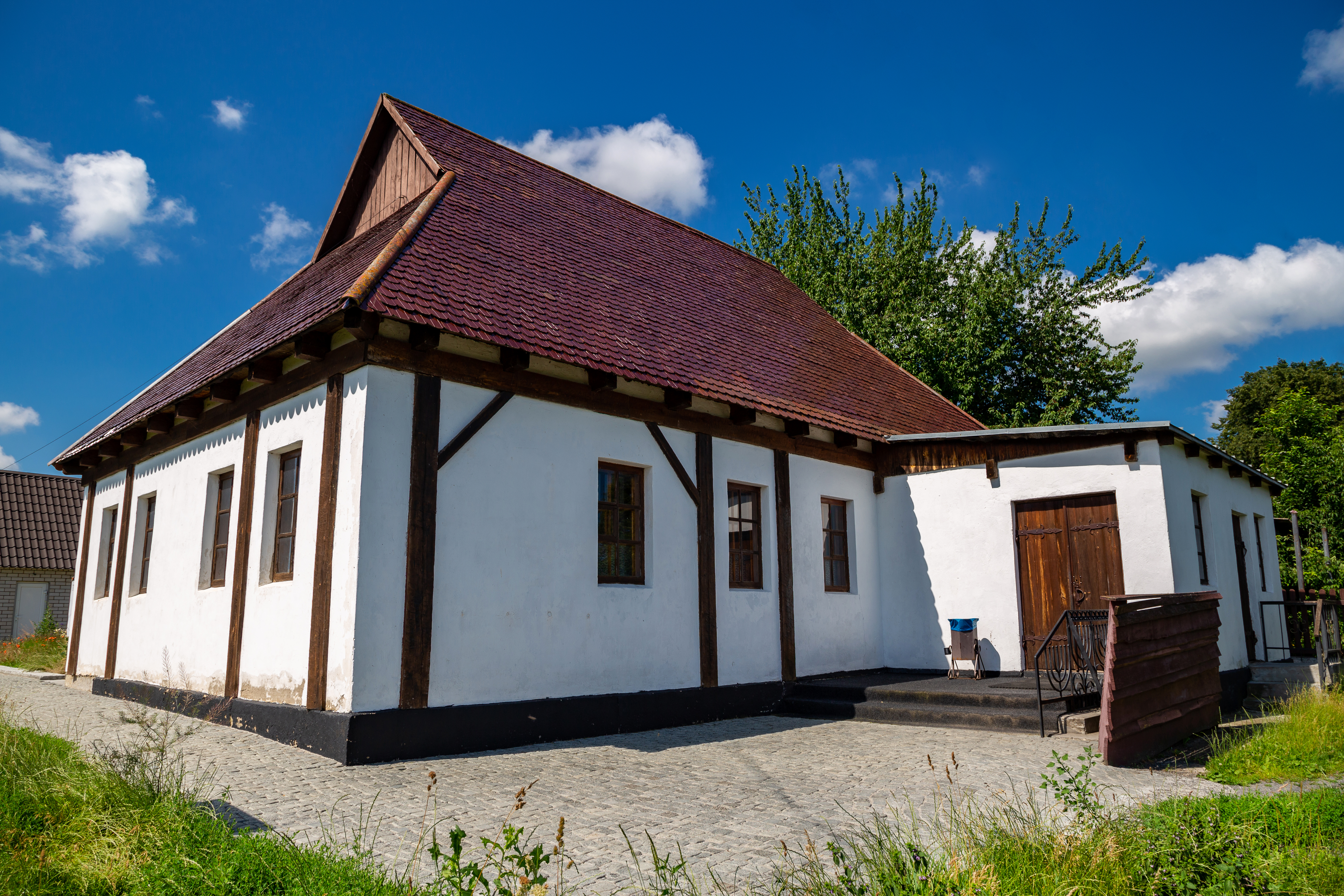
Єврейська школа в Меджибожі
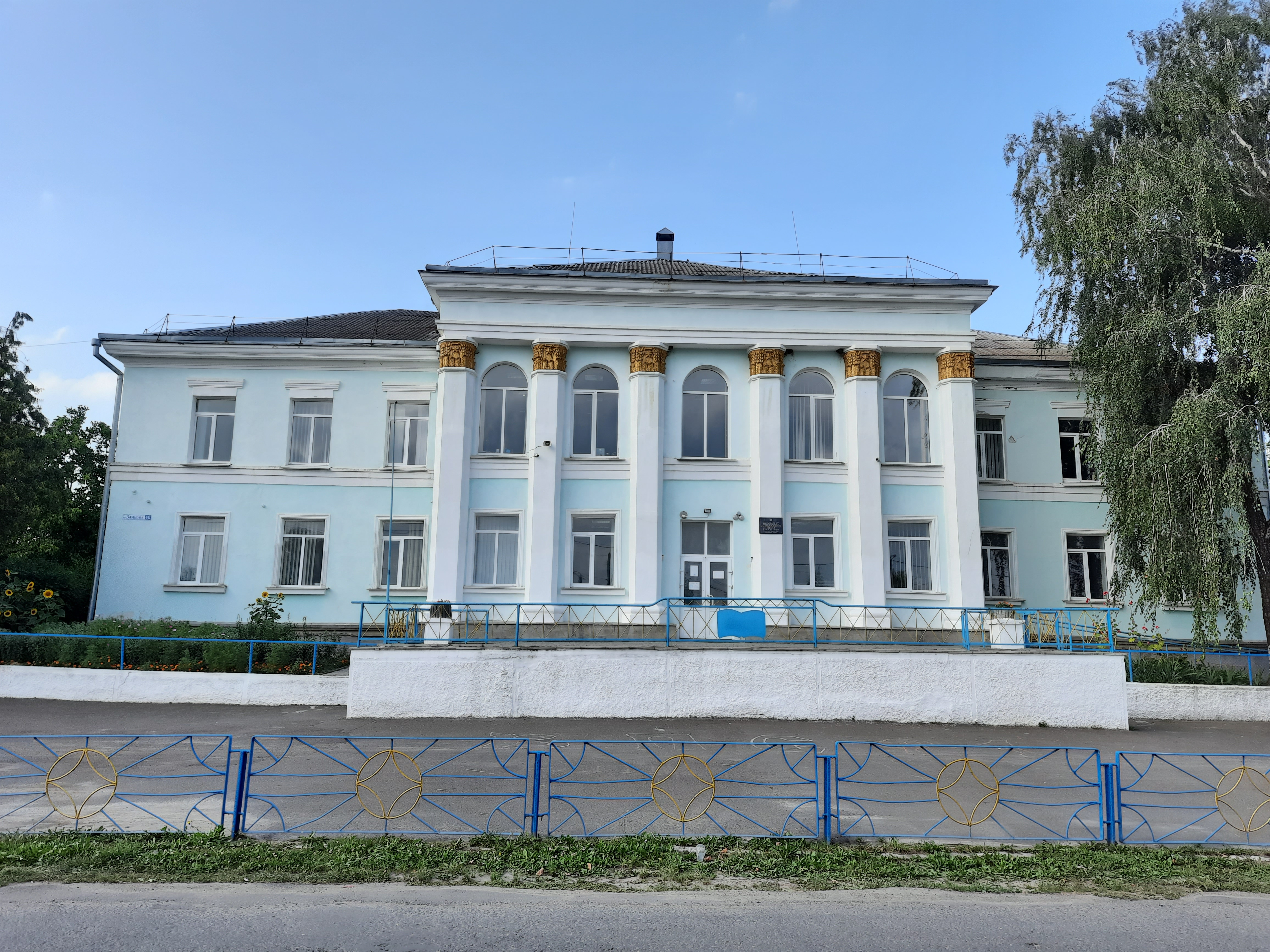
Школа
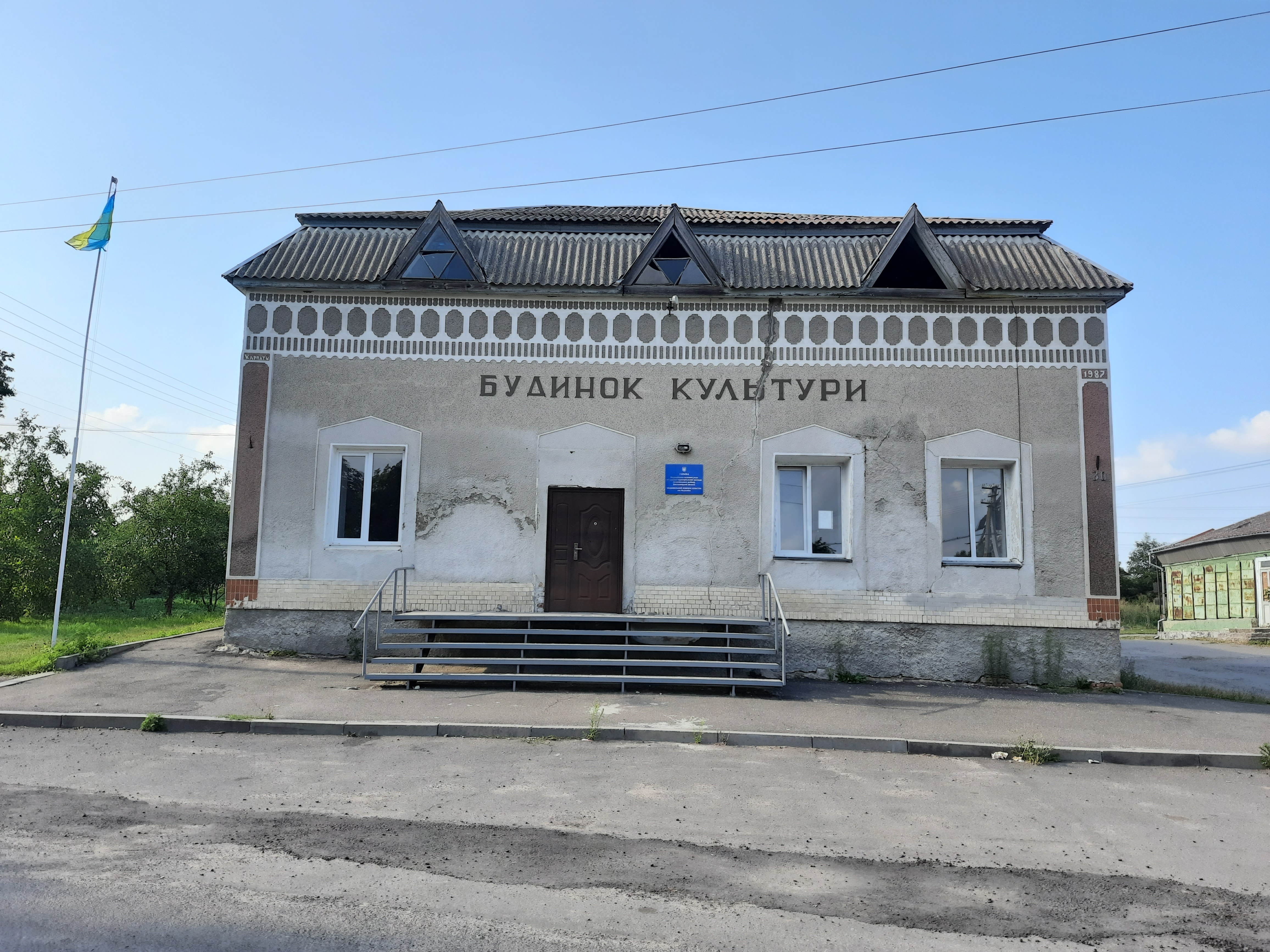
Будинок культури
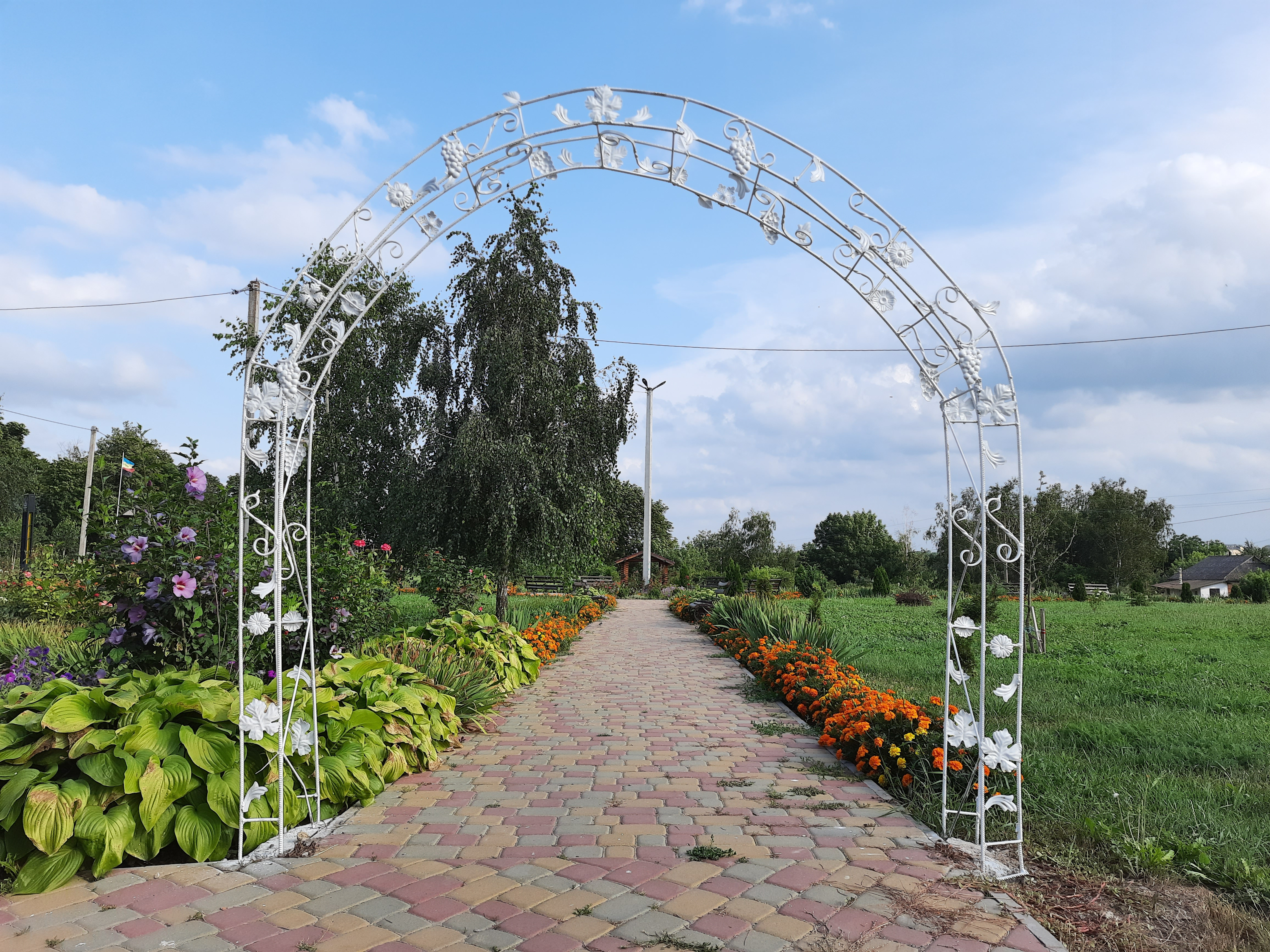
Парк героїв російсько-української війни
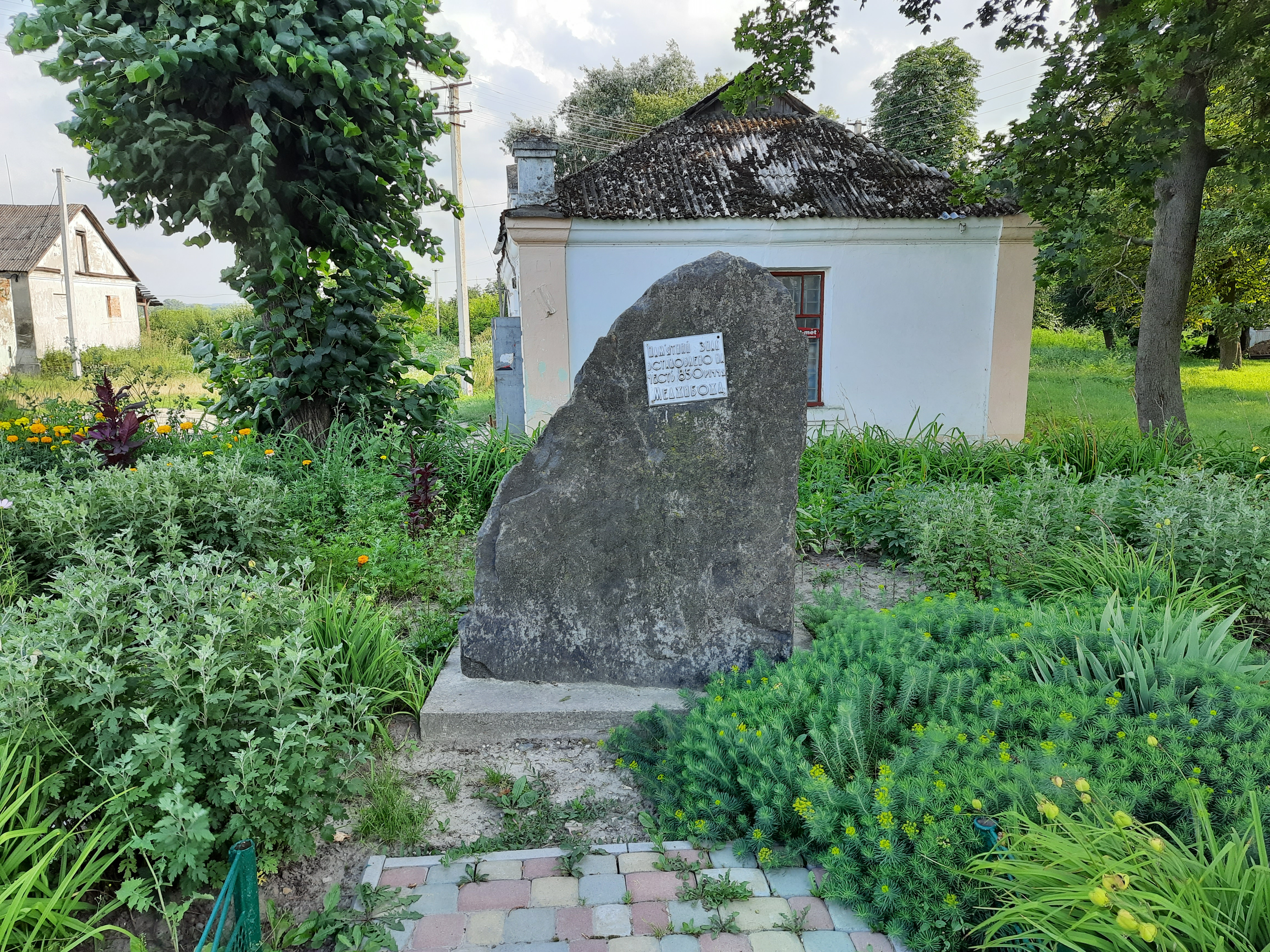
Памятний знак на честь 850-річчя Меджибожа

## Персоналії
У Меджибожі народились:
- Володимир Каліграф (1716—1760) — релігійний діяч російської православної церкви.
- Нахман із Брацлава (1772-1810) — засновник брацлавського (бресловського) хасидизму.
- Міха Йосеф Бердичевський (1865—1921) — єврейський мислитель і письменник.
- Микола Лазарович Гізіс (1916—1987) — повний кавалер ордена Слави.
- Зоська Вєрас (1892—1991) — білоруська громадська діячка, редакторка та письменниця.
- Олег Григорович Погорілець (1960) — український історик, археолог, нумізмат, музеєзнавець

У Меджибожі проживали, працювали, служили: 
- Войцех Зборжевський - відомий натураліст, палеонтолог польського походження.
- Леонард Совінський - письменник польсько-українського походження, перший перекладач польською мовою та популяризатор творчості Тараса Шевченка.
- Михайло Ягодзінський - історик, археолог, поділлєзнавець.

У Меджибожі 26 липня 1988 року трагічно загинув Олександр Авагян — український археолог, спелеолог, музикант і поет («бард»).